# Reinhard Heydrich
Reinhard Tristan Eugen Heydrich (ur. 7 marca 1904 w Halle, zm. 4 czerwca 1942 w Pradze) – niemiecki oficer wywiadu, wojskowy, działacz partyjny NSDAP, marynarz, lotnik i czołowy dygnitarz III Rzeszy, SS-Obergruppenführer, generał policji, dyrektor Służby Bezpieczeństwa (1931–1939), Gestapo (1934–1939) i Policji Bezpieczeństwa (1936–1939), komendant Einsatzgruppen (1939–1942), szef Głównego Urzędu Bezpieczeństwa Rzeszy (1939–1942), prezydent Interpolu (1940–1942) i pełniący obowiązki protektora Czech i Moraw (1941–1942), organizator konferencji w Wannsee i zbrodniarz wojenny będący jednym z głównych współodpowiedzialnych za Holocaust.
Był synem niemieckiego śpiewaka operowego. W 1922 roku wstąpił do Reichsmarine, szybko awansował, lecz dziewięć lat później został z niej usunięty w konsekwencji skandalu obyczajowego. Wówczas, pozbawiony perspektyw i w trudnej sytuacji materialnej potęgowanej problemami finansowymi rodziny, wstąpił do NSDAP i do SS. Heinrich Himmler, będąc pod wrażeniem jego osoby i zdolności, powierzył mu zadanie organizowania wewnątrzpartyjnej służby wywiadowczej, która z biegiem czasu przekształciła się w Sicherheitsdienst (SD). Organizacja szybko się rozwijała i w niecałe trzy lata Heydrich oraz jego przełożony Himmler uzyskali kontrolę nad policją polityczną całych Niemiec. 22 kwietnia 1934 roku został mianowany kierownikiem Gestapo. Był jednym z organizatorów nocy długich noży i współtworzył listę ludzi, którzy mieli zostać skrytobójczo zamordowani.
26 czerwca 1936 roku stanął na czele Sicherheitspolizei, która była organem powstałym z połączenia Gestapo i policji kryminalnej. W dalszym ciągu pełnił funkcję kierownika Służby Bezpieczeństwa. Jako wysoki urzędnik III Rzeszy dążył do ciągłego rozszerzania definicji wrogów Rzeszy i przyjmowania na wysokie stanowiska państwowe osób na podstawie głębokiego zaangażowania ideologicznego i odpowiednich kryteriów „rasowych”. 27 września 1939 roku został kierownikiem Głównego Urzędu Bezpieczeństwa Rzeszy, instytucji będącej połączeniem Policji Bezpieczeństwa i Służby Bezpieczeństwa.
W 1939 roku Heydrich zorganizował prowokację gliwicką, która stanowiła pretekst do ataku III Rzeszy na II Rzeczpospolitą. Po wybuchu II wojny światowej utworzone i nadzorowane przez Heydricha Einsatzgruppen – których głównym celem miało być „neutralizowanie” ośrodków potencjalnego oporu wobec nazistów poprzez mordowanie polskich intelektualistów, ludzi nauki, wysokich urzędników i Żydów – dokonywały zbrodni wojennych i aktów terroru na nieznaną dotąd skalę. Podobne zadania oddziały SS wykonywały podczas operacji „Barbarossa”. W jej trakcie Heydrich przypuszczalnie wydał ustny rozkaz mordowania Żydów bez względu na wiek, płeć i poglądy polityczne.
24 września 1941 roku Heydrich został mianowany przez Adolfa Hitlera pełniącym obowiązki protektora Czech i Moraw, aby pogłębić eksploatację gospodarczą tego kraju – w szczególności sektora zbrojeniowego – oraz poskromić odradzający się w Czechach ruch oporu. Wprowadził stan wojenny i drastyczne środki terroru takie jak rozstrzeliwania, wysiedlenia, przymusowa rekrutacja robotników i propaganda. Dążył także do nasilenia germanizacji narodu czeskiego. Pozostał jednocześnie szefem Głównego Urzędu Bezpieczeństwa Rzeszy (RSHA).
27 maja 1942 roku spadochroniarze rządu emigracyjnego Czechosłowacji dokonali zamachu na Heydricha. Choć sama akcja nie zakończyła się uśmierceniem Heydricha, to zmarł on osiem dni później wskutek powikłań pooperacyjnych i sepsy będącej konsekwencją ran odniesionych w trakcie zamachu.
Był najwyższym rangą niemieckim funkcjonariuszem zabitym w zamachu podczas II wojny światowej. Pogrzeb Heydricha był największą tego rodzaju uroczystością w dziejach III Rzeszy. Na fali prześladowań odwetowych aresztowano ponad trzy tysiące osób, 1327 skazano na śmierć, a kilka dalszych tysięcy zesłano do obozów koncentracyjnych. Po błędnym powiązaniu sprawców zamachu z wsią Lidice w prowadzonym przez Gestapo śledztwie, większość mieszkańców wsi została wymordowana, a jej zabudowa zrównana z ziemią. Nazwa wsi stała się wówczas symbolem walki przeciwko nazistom. Zamachowcy ukrywający się w prawosławnym soborze Świętych Cyryla i Metodego w Pradze zostali zdekonspirowani wskutek zdrady i zabici przez oddziały SS w dniu 18 czerwca.
Heydrich fanatycznie nienawidził narodu żydowskiego. Jest uważany za jednego z głównych organizatorów Holocaustu. Początkowo popierał emigrację Żydów z terenów okupowanych przez nazistów, ale ostatecznie uznał, że „kwestia żydowska” wymaga „rozwiązania terytorialnego”. 31 lipca 1941 roku Göring upoważnił Heydricha do opracowania „pełnego rozwiązania kwestii żydowskiej w niemieckiej strefie wpływów w Europie”. Zdaniem niektórych historyków dokument ten wyznacza granicę między żywiołowymi pogromami a systematycznym ludobójstwem, zdaniem innych decyzja o ostatecznej eksterminacji narodu żydowskiego zapadła pod koniec 1941 roku. Heydrich zorganizował także konferencję w Wannsee i kierował jej przebiegiem. Po tym, jak zmarł w dniu 4 czerwca 1942 roku, naziści w hołdzie dla niego systematyczne mordowanie Żydów nazwali operacją „Reinhard”.

## Życiorys

### Pochodzenie i młodość
Reinhard Heydrich urodził się 7 marca 1904 roku przy Marienstraße 21 w Halle nad Soławą. Był synem Brunona Heydricha, kompozytora, śpiewaka operowego i kierownika konserwatorium muzycznego, oraz jego żony Elisabeth, z domu Krantz, nauczycielki gry na pianinie i gospodyni domowej. Bruno Heydrich jako muzyk i śpiewak operowy zdobył za życia ogólnokrajową renomę oraz rozgłos; był jedną z największych osobistości w Halle, a jego dom był odwiedzany przez liczne znakomite osoby, jak np. hrabia Felix von Luckner czy burmistrz miasta. Heydrich miał dwoje rodzeństwa: starszą o trzy lata siostrę Marię oraz młodszego o rok brata Siegfrieda Heinza. Heydrichowie byli zbyt zajęci pracą w konserwatorium, toteż wychowaniem dzieci zajmowała się głównie piastunka ze Śląska. Heydrich został ochrzczony 6 października 1904 roku w obrządku rzymskokatolickim; do Kościoła katolickiego należała jego matka, ojciec był ewangelikiem. W młodości uczył się gry na skrzypcach oraz fortepianie, jeszcze przed pójściem do szkoły potrafił czytać nuty.
Klęska Niemiec w I wojnie światowej przyniosła Heydrichom pogorszenie ich sytuacji materialnej, liczba uczniów konserwatorium znacząco spadła. Po zajęciu Halle przez komunistycznych powstańców wiosną 1919 roku, gdy już słabły walki, Heydrich zaciągnął się do Freikorpsu, choć formalnie rzecz biorąc był na to za młody. Po wywołaniu powstania w Halle przez komunistyczną partię USPD Heydrich również zaangażował się w obronę miasta przy zabezpieczaniu dostaw prądu, gazu i wody. Jego postawa polityczna ukształtowała się pod wpływem propagandy o „wbiciu noża w plecy”. Należał do nacjonalistycznej i antysemickiej organizacji pod nazwą Niemieckiego Narodowego Związku Ochrony i Obrony. Edukację średnią pobierał w latach 1914–1922 w gimnazjum reformowanym, które kładło nacisk na przedmioty ścisłe, niemiecką literaturę i kulturę, a także nowożytne języki obce. W tym czasie wykazywał duże zainteresowanie chemią i pragnął zostać chemikiem.

### Służba w marynarce wojennej (1922–1931)

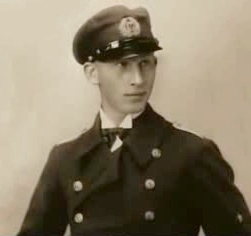
Kadet marynarki wojennej Reinhard Heydrich, 1922 rok

W 1922 roku z dobrymi ocenami zdał maturę i 1 kwietnia tegoż roku wstąpił do marynarki wojennej w Kilonii. Szkolenie rozpoczęło się od 6-miesięcznej praktyki na pokładzie pancernika „Braunschweig”. Następnie odbył 3-miesięczne szkolenie na pokładzie żaglowca „Niobe”, a potem służył na krążowniku „Berlin” w okresie lipiec 1923 – marzec 1924. Na krążowniku „Berlin” zetknął się i nawiązał bliższą znajomość z Wilhelmem Canarisem, który lubił przysłuchiwać się jego grze na skrzypcach; Heydrich był regularnie zapraszany do domu Canarisa, gdy jego żona urządzała w domu koncerty kwartetu smyczkowego. Po upływie dwóch lat Heydrich otrzymał awans na chorążego marynarki i został przeniesiony na roczny kurs do szkoły marynarki w Mürwik koło Flensburga. Ostatnim etapem szkolenia oficerskiego był półroczny pobyt na pokładzie pancernika „Schleswig-Holstein”, po którym, w lecie 1926 roku, udał się na rejs szkoleniowy po Atlantyku i Morzu Śródziemnym.
1 października 1926 roku otrzymał awans na podporucznika marynarki wojennej i w pierwszym kwartale tegoż roku wziął udział w kursie oficerów łączności w obsłudze radia i telegrafii bezprzewodowej. Następnie służył jako oficer radiowy do października 1928 roku, kiedy otrzymał awans na porucznika marynarki i podjął pracę w dziale komunikacji Bałtyckiej Stacji Morskiej w Kilonii. Środowisko korpusu oficerskiego marynarki wojennej było prawicowe i nacjonalistyczne, ale w tym okresie Heydrich w ogóle nie był zainteresowany polityką, a wśród kolegów uchodził za liberała.
18 grudnia 1930 roku Heydrich zaręczył się z poznaną niespełna dwa tygodnie wcześniej Liną von Osten, córką dyrektora szkoły wywodzącego się ze zubożałej szlachty holsztyńskiej. Za sprawą przyszłej żony po raz pierwszy zetknął się z ideologią nazistowską. Wskutek skargi ojca innej dziewczyny, z którą wcześniej był związany, Heydrich trafił przed sąd honorowy, któremu przewodniczył admirał Gottfried Hansen. Heydrich nie wyrażał skruchy i zachowywał się arogancko – gdyby uznał swoje postępowanie za niewłaściwe, wówczas otrzymałby jedynie naganę – sąd więc ocenił jego postępowanie jako „niewybaczalne” i 30 kwietnia 1931 roku admirał Erich Raeder podjął decyzję o usunięciu go z marynarki.
Rodzina Heydrichów znalazła się w trudnej sytuacji, gdyż jednocześnie konserwatorium było na skraju bankructwa, Bruno Heydrich po przebytej apopleksji był niezdolny do pracy, brat Heydricha rzucił studia i był bezrobotny, pracę w konserwatorium utraciła jego siostra, niezatrudniony był też mąż siostry; jedyną żywicielką rodziny stała się matka Reinharda Heydricha, Elisabeth. Dodatkowo sytuacja gospodarcza Niemiec po krachu nowojorskiej giełdy była bardzo zła, liczba bezrobotnych szybko rosła, trudno było znaleźć pracę. Wówczas, za radą swej matki chrzestnej, baronowej von Eberstein, i przy pomocy jej syna Karla von Ebersteina, który wtedy był SA-Standartenführerem, Heydrich postanowił szukać zatrudnienia w partii nazistowskiej.

### Lata 1931–1939

#### Tworzenie Służby Bezpieczeństwa
1 czerwca 1931 roku Heydrich wstąpił do NSDAP. Karl von Eberstein umówił Heydricha i Himmlera na spotkanie oraz napisał temu pierwszemu list polecający. 14 czerwca Heydrich odbył spotkanie z Heinrichem Himmlerem w jego posiadłości w Waldtrudering. Ten poprosił go o scharakteryzowanie, jak wyobraża sobie działanie służb wywiadowczych, być może dlatego, że von Eberstein zamieścił w liście polecającym nieprawdziwą informację, iż Heydrich jest ekspertem od spraw wywiadu. Możliwe też, że Himmler nie rozróżniał stanowisk Nachrichtenoffizier (oficer łączności) i Nachrichtendienst-Offizier (oficer wywiadu). Tak czy inaczej, Heydrich wywarł duże wrażenie na Himmlerze i ten powierzył mu zorganizowanie wewnątrzpartyjnej służby wywiadowczej. Miesiąc później Heydrich wstąpił do SS, być może również po to, by przypodobać się przyszłym teściom, którzy w Hitlerze upatrywali „nadziei Niemiec”.
Jednym z jego pierwszych zadań było sortowanie wycinków prasowych. Pod koniec 1931 roku otrzymał do pomocy trzech podwładnych. Przed wyborami komunalnymi z 27 września w Hamburgu, w których naziści zwiększyli swoje przedstawicielstwo w radzie miasta z 3 do 43 radnych, Heydrich brał udział w walkach ulicznych z działaczami Komunistycznej Partii Niemiec. Stopniowo rozszerzał sieć informatorów donoszących o wypowiedziach i działaniach osób wrogich wobec partii nazistowskiej. W sierpniu powrócił do Monachium i objął ważne stanowisko w Brunatnym Domu – siedzibie partii nazistowskiej.
Wzorując się na wydziale kontrwywiadu armii niemieckiej, przystąpił do tworzenia służby wywiadowczej SS, która później przyjęła nazwę Służby Bezpieczeństwa (niem. Sicherheitsdienst). Do jej zadań należało gromadzenie informacji na temat przeciwników politycznych, w szczególności działaczy Komunistycznej Partii Niemiec oraz Socjaldemokratycznej Partii Niemiec oraz rozpoznawanie informatorów policji i agentów partii komunistycznej w szeregach NSDAP. Kartoteka SD była podzielona na różne grupy: komunistów, socjaldemokratów, aktywnych politycznie katolików, konserwatywnych mieszczan, przedstawicieli szlachty wrogich wobec nazistów, masonów i Żydów. Szpiegowano również członków partii nazistowskiej pod kątem spraw intymnych i finansowych.
W listopadzie 1931 roku udało mu się odkryć pierwszego szpiega Bawarskiej Policji Politycznej i przewerbować go na swoją stronę. 1 grudnia 1931 roku otrzymał awans na Hauptsturmführera SS. Do końca grudnia 1931 roku udało mu się umieścić około 50 oficerów łącznikowych w oddziałach SS na terenie Niemiec. 26 grudnia 1931 roku ożenił się z Liną von Osten w kościele ewangelickim w Grossenbrode nad Morzem Bałtyckim. Wkrótce, zaledwie tydzień po ostatnim awansie, został awansowany przez Himmlera na Sturmbannführera.
W lutym 1932 roku policja oldenburska zidentyfikowała i schwytała jednego z agentów Heydricha, szpiegującego w twierdzy Wilhelmshaven – siedzibie dowództwa marynarki niemieckiej. Śledztwo policyjne nie wykazało jednak zaangażowania szefa SD. Pod wpływem tego zdarzenia, i w wyniku zakazania przez władze Republiki Weimarskiej działalności SA i SS, Heydrich zreorganizował podległe sobie służby, które przyjęły przykrywkową nazwę Służby Prasowo-Informacyjnej. W połowie 1932 roku został awansowany na Standartenführera.
W lipcu 1932 roku oficjalnie został szefem Służby Bezpieczeństwa Reichsführera SS, dalej jednak rywalizował z osobnymi służbami, np. z Karlem Du Moulin Eckartem, który kierował służbami wywiadowczymi SA . SD trapiły jednak nieustanne braki budżetowe. Pozostał na marginesie wydarzeń politycznych 1933 roku, kiedy partia nazistowska zwyciężyła w wyborach, i nie odniósł bezpośrednich korzyści z przejęcia władzy. 27 stycznia 1933 roku Heydrich został wysłany do Berlina w celu szkolenia sabotażystów, którzy mieli zostać użyci do przejęcia władzy po załatwieniu wszelkich formalności prawnych. Gdy nazistowski polityk Franz Ritter von Epp objął stanowisko komisarza landu w Bawarii, Heydrich i jego ludzie zabezpieczali przejęcie władzy.
W marcu 1933 roku Himmler został prezydentem policji w Monachium (i wkrótce w całej Bawarii), a jego przyboczny Heydrich został kierownikiem Wydziału Politycznego. Przystąpił do rozbudowywania bawarskiej policji politycznej i uczynił z niej narzędzie terroru. Do kwietnia 1933 roku aresztowano 10 tysięcy osób, a w tym wielu Żydów. Początkowo aresztowano głównie komunistów i socjaldemokratów, później duchownych katolickich, a następnie Żydów, choć tylko działaczy politycznych. W Dachau niedaleko Monachium otwarto ośrodek penitencjarny (później przekształcony w obóz koncentracyjny), przeznaczony dla osób o wrogich wobec nazistów poglądach politycznych, mający służyć rozbijaniu wrogich partii politycznych i zastraszaniu ich działaczy. Do stycznia 1934 roku internowano w nim ponad 16 tysięcy osób; zwykle poddawano osadzonych ciężkiemu biciu.
W okresie jesień 1933 roku – lato 1934 formacji SS udało się przejąć kontrolę nad policją polityczną w większości niemieckich landów. Pod koniec 1933 roku Himmler i Heydrich uzyskali władzę nad policją na terenie całej Rzeszy z wyjątkiem Prus. Heydrich starał się, aby esesmani stojący na czele lokalnych policji politycznych w landach niemieckich pracowali jednocześnie na rzecz SD. 22 kwietnia 1934 roku Heydrich został mianowany kierownikiem Gestapo – policji politycznej całych Niemiec; pozostał jednocześnie zwierzchnikiem SD. W związku z nominacją przeniósł się do Berlina. Od 6 czerwca 1934 roku SD stało się jedynym organem wywiadowczym w obrębie NSDAP. W lipcu tegoż roku SD przejęła również zadania związane z kontrwywiadem.

#### Noc długich noży

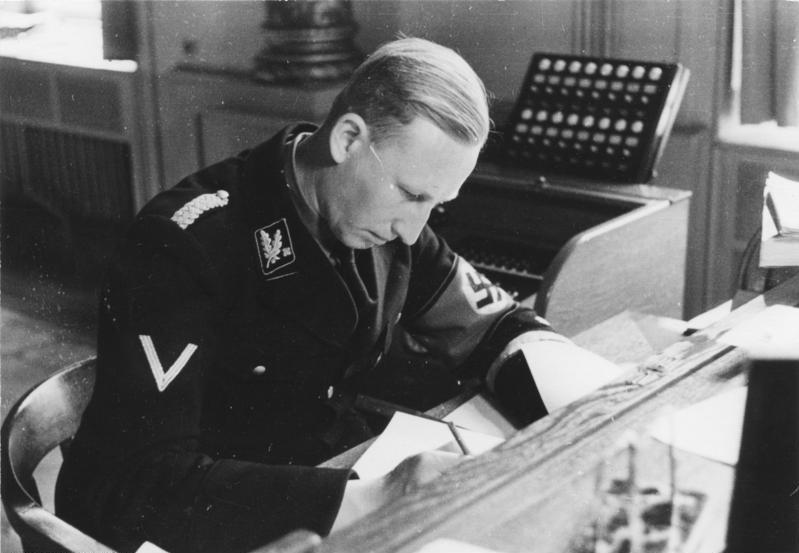
Heydrich w gabinecie, 1934 rok

Na początku lat 30. sytuacja gospodarcza Niemiec, choć powoli się polepszała, nadal była zła, toteż w niemieckim społeczeństwie wciąż istniało duże rozczarowanie i w tej sytuacji działalność SA, głoszącej populistyczne hasła i obietnicę drugiej rewolucji, groziła wybuchem nowych niepokojów społecznych. Szef SA, Ernst Röhm, dążył ponadto do „zakwestionowania wiodącej roli Reichswehry” w obronie narodowej. Hitler obawiał się wojny domowej i w tej sytuacji postanowił zlikwidować przywódców SA. Nie jest jasne, do jakiego stopnia Heydrich przyczynił się do podjęcia przez Hitlera decyzji o fizycznej likwidacji przywódców SA, bowiem większość dokumentów zniszczono niedługo po spisku, wiadomo jednak, że odegrał kluczową rolę w organizacji zbrodni.
Heydrich, jako szef Gestapo, gromadził materiały obciążające kierownictwo SA. Wspólnie z Himmlerem stworzył listę nazwisk ludzi, którzy mieli zostać zlikwidowani. Gestapowscy siepacze zamordowali około 200 osób, w tym Röhma i Strassera. Zginęli także Herbert von Bose (sekretarz von Papena), Edgar Julius Jung (intelektualista neokonserwatywny), a także generał Kurt von Schleicher (poprzednik Hitlera na stanowisku kanclerza Niemiec). Heydrich nakazał zamordowanie niemieckiego polityka katolickiego Ericha Klausenera i upozorowanie jego samobójstwa z powodu jego wystąpień antynazistowskich. W wyniku akcji SS i SD uniezależniły się od SA. 30 czerwca 1934 roku Heydrich został mianowany Gruppenführerem

#### Wzrost władzy i znaczenia
Jako szef Gestapo Heydrich dążył do rozszerzenia uprawnień kierowanej przez siebie organizacji kosztem Abwehry, z czego wielokrotnie powstawały konflikty wewnętrzne. Sytuacja poprawiła się, gdy szefem Abwehry został Wilhelm Canaris, z którym Heydricha łączyły bliskie relacje w życiu osobistym. 17 stycznia 1935 roku Heydrich i Canaris sformułowali umowę, która regulowała zakresy obowiązków Abwehry, Gestapo i SD. Abwehra miała zajmować się wywiadem i kontrwywiadem wojskowym, SD – wywiadem politycznym, natomiast Gestapo miała służyć za organ wykonawczy i badać sprawy z paragrafu 163 StPO dotyczącego zdrady państwa.
Około 1935 roku cała opozycja komunistyczna w Niemczech została zdławiona, tak więc minister spraw wewnętrznych III Rzeszy, Wilhelm Frick, uznał, iż nadszedł czas na zniesienie pozaprawnych środków represjonowania, czemu skutecznie sprzeciwiał się Heydrich. Dążąc do rozszerzenia swej władzy i uzasadnienia istnienia permanentnego państwa policyjnego, doszedł do przekonania, że konieczne jest rozszerzenie definicji wrogów nazizmu. W tym celu publikował artykuły w piśmie „Das Schwarze Korps”, wydane później w książce Wandlungen unseres Kampfes, gdzie głosił, że konflikt z wrogami Niemiec wszedł w najtrudniejszą i decydującą fazę. Za głównych wrogów uznawał światowe żydostwo, światową masonerię i „politykujące” duchowieństwo. Bolszewizm uważał za fasadę, która była „celowym wytworem żydostwa”. W ciągu całego trwania III Rzeszy niemiecka policja działała w warunkach permanentnego stanu wyjątkowego.

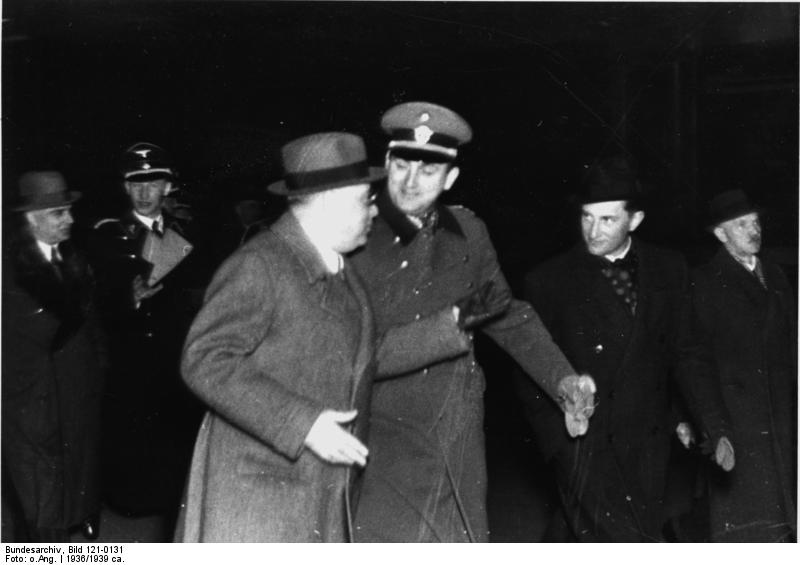
Podjęcie przez SS delegacji włoskiej policji w Berlinie, w centrum Kurt Daluege rozmawiający z Arturo Bocchinim, Heydrich drugi od lewej, 1936 rok

17 czerwca 1936 roku Himmler został mianowany przez Hitlera szefem niemieckiej policji. Kilka dni po nominacji zreorganizował podległe sobie służby: połączył Gestapo oraz policję kryminalną (Kripo) na terenie całej III Rzeszy w jeden urząd – Sicherheitspolizei – nad którym kierownictwo powierzył Heydrichowi w dniu 26 czerwca. SiPo i SD były administracyjnie odrębne, ale miały wspólnego szefa w osobie Heydricha, który kierował również Grenzpolizei oraz policją obrony (Abwehrpolizei). W ten sposób Heydrich został szefem dwóch nazistowskich instytucji, które były odpowiedzialne za większość zbrodni popełnionych w Niemczech i okupowanej Europie w ciągu kilku następnych lat.
W wyniku dokonanej przez Himmlera restrukturyzacji policja niemiecka została scentralizowana, władze związkowe przestały mieć kontrolę nad tą instytucją w poszczególnych landach, a aparat represji politycznej znalazł się w rękach radykalnych ideologów nazistowskich; policja i SS znalazły się pod jednym kierownictwem Himmlera. Heydrich na wysokie stanowiska w policji mianował funkcjonariuszy SD albo też starał się werbować oficerów policji w szeregi podległych sobie służb. Dążył także do tego, aby apolityczną kadrę pracowników administracji państwowej zastąpić kadrą wyselekcjonowaną na podstawie cech rasowych i zaangażowania ideologicznego. 1 lipca 1937 roku Heydrich formalnie rozdzielił częściowo pokrywające się zakresy obowiązków SD i Policji Bezpieczeństwa; SD miała zajmować się istotnymi kwestiami bezpieczeństwa państwa, natomiast Gestapo miało działać jako jej organ wykonawczy i ścigać przestępstwa polityczne.
Jednym z zadań SD było sporządzanie planów – nazywanych „rozwiązaniami” – zmian organizacji politycznej, ekonomicznej, rasowej i klasowej podbitych krajów. Istotą tego rodzaju planów było wymordowanie klas rządzących, wrogów ideologicznych i Żydów, a także przejęcie kontroli nad gospodarką kraju oraz eksploatacja ekonomiczna na potrzeby III Rzeszy. Stosowanymi środkami miały być głód, niewolnicza praca, sterylizowanie oraz stosowanie środków chemicznych. W każdym z nowo przyłączonych terenów SD miała takie same zadania, jak w III Rzeszy, czyli zapewnienie bezpieczeństwa życia politycznego.
W 1938 roku reputacja Heydricha i kierowanych przezeń służb została poważnie naruszona w oczach niemieckiej opinii społecznej wskutek afery Blomberga-Fritscha. Heydrich przedstawił Hitlerowi „dowody” – w rzeczywistości opierające się na fałszywych zeznaniach berlińskiego kryminalisty – na penalizowany w III Rzeszy homoseksualizm Wernera von Fritscha, głównego konkurenta Göringa na stanowisko naczelnego dowódcy wojsk lądowych. Fritsch został zwolniony z wszystkich obowiązków, lecz gdy stanął w marcu 1938 roku przed trybunałem wojskowym, wydało się, że jedyny świadek pomylił osoby, a do tego już wiele miesięcy wcześniej poinformował o tym Gestapo. Fritsch został zrehabilitowany, lecz nie przywrócono go na stanowisko naczelnego dowódcy wojsk lądowych. Generał Ludwig Beck domagał się dymisji Heydricha, istniały nawet niezrealizowane plany puczu wojskowego i ataku na siedzibę Gestapo. Sprawa jednak ucichła wobec Anschlussu Austrii.
27 września 1939 roku, po złączeniu Policji Bezpieczeństwa i Służby Bezpieczeństwa, utworzono Główny Urząd Bezpieczeństwa Rzeszy, na którego czele stanął Heydrich. Zamiarem Himmlera było zintegrowanie służb bezpieczeństwa i formacji SS. Celem nowego organu było nie tylko ściganie przestępców pospolitych, lecz także tropienie wewnętrznych wrogów politycznych i rasowych. RSHA było głównym organem realizacji koncepcji nazistowskich i centralną organizacją terroru nazistowskiego. Heydrich pragnął w ten sposób uniezależnić się finansowo od NSDAP na rzecz skarbu państwa. Przychylił się przy tym do koncepcji, że SiPo należy wcielić do SD (a nie na odwrót), a tym samym kierownictwo przyszłego, zintegrowanego organu powierzyć ludziom wysoce zaangażowanym ideologicznie i politycznie, nie zaś fachowym prawnikom dobieranym na zasadzie kompetencji.

#### Przyłączenie Austrii (Anschluss)

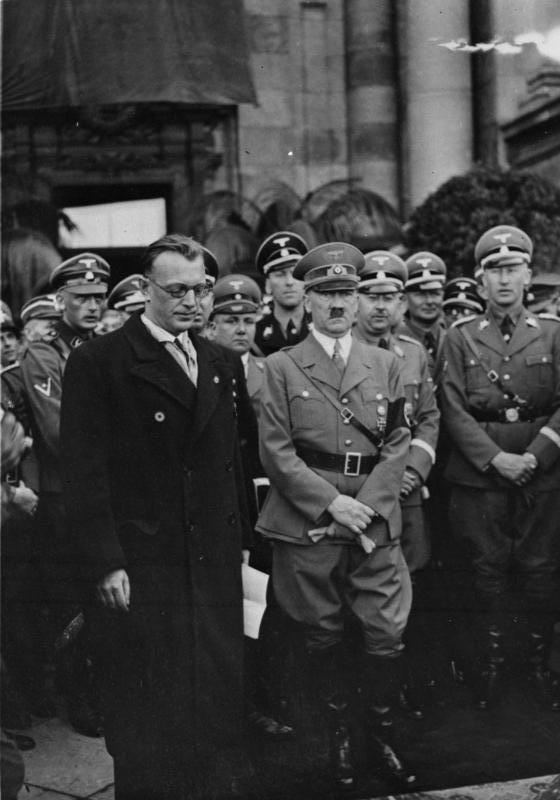
Arthur Seyß-Inquart i Adolf Hitler w Wiedniu, za nimi (pierwszy od lewej) stoi Heydrich, w tle Ernst Kaltenbrunner (wysoki, czarny mundur, widoczny za głową Hitlera), Himmler (po prawej od Hitlera), Martin Bormann (niski, między Seyßem-Inquartem a Hitlerem) i Wolff (po prawej od Himmlera), marzec 1938 roku

12 marca 1938 roku wojska niemieckie weszły na teren Austrii; Heydrich otrzymał rozkaz dokonania pierwszej fali aresztowań i czystek kadrowych w austriackiej policji. Jego zadaniem było wyeliminowanie opozycji i innych osób mogących być zagrożeniem dla władzy nazistów; aresztowano 21 tysięcy osób, m.in. byłych członków rządu Schuschnigga, komunistów, emigrantów niemieckich oraz czołowych działaczy Heimwehry. SS utworzyła wówczas obóz koncentracyjny w Mauthausen niedaleko Linzu. Dokonano licznych ataków na wiedeńską społeczność żydowską oraz nadzorowanych przez Gestapo grabieży mienia żydowskiego. Terror wobec Żydów z biegiem czasu nasilał się, wielu zmuszono do wyrzeczenia się majątku biciem i zmuszono do emigracji lub deportowano. W kwietniu z powodów wizerunkowych Heydrich nakazał prowadzenie „cichego terroru” w formie nocnych aresztowań i ograniczenia wolności prasy.

#### Noc kryształowa
Heydrich poinformował telegraficznie Heinricha Müllera, że w nocy dojdzie do wystąpień antyżydowskich i wydał polecenie, aby nie dopuszczać się rabunku wobec Żydów i nie wszczynać dochodzeń kryminalnych wobec sprawców pogromów. Tej nocy zabito około 100 Żydów, a około 30 tysięcy aresztowano i wysłano do obozów koncentracyjnych. Skala wystąpień zaskoczyły kierownictwo SS, sam Heydrich pragnął zorganizować systematyczne wypędzanie Żydów i nazajutrz po pogromie zaproponował utworzenie Centralnego Urzędu ds. Emigracji Żydów i wezwał do przyspieszenia emigracji Żydów z Niemiec. Po nocy kryształowej Heydrich otrzymał rozkaz scentralizowania i skoordynowania działań w „kwestii żydowskiej”. Na konferencji zwołanej przez Göringa w Ministerstwie Rzeszy ds. Lotnictwa w dniu 12 listopada, Heydrich zaproponował, aby bogaci Żydzi finansowali wyjazd ubogich Żydów; perspektywę czasową określił na co najmniej 10 lat. W dniu 4 lipca 1939 roku wszyscy Żydzi zostali przymusowo wcieleni do Zrzeszenia Żydów w Niemczech (Reichsvereinigung der Juden in Deutschland), co umożliwiło Heydrichowi bezpośrednie nadzorowanie nad organizacjami żydowskimi w Niemczech.

#### Zajęcie Czechosłowacji
Brak reakcji krajów zachodnich na zajęcie Austrii i remilitaryzację Nadrenii zachęcił Hitlera do kontynuowania ekspansjonistycznej polityki. W 1938 roku Heydrich zaczął przygotowywać plany operacyjne dla Służby Bezpieczeństwa i SiPo mające na celu „zabezpieczanie aspektów życia politycznego”. Powstała lista osób do aresztowania obejmująca niemieckich emigrantów, czeskich komunistów i socjaldemokratów, Żydów, księży oraz członków Czarnego Frontu. W końcu lata 1938 roku oba kraje ogłosiły powszechną mobilizację. W celu realizacji wcześniejszych planów dotyczących aresztowań, Heydrich utworzył dwie Grupy Operacyjne (Einsatzgrupen). Polecił ponadto jednostkom SD przygotowywanie prowokacji granicznych, które mogłyby dostarczyć pretekstu do interwencji zbrojnej przeciwko Czechosłowacji. Jednakże realizację tego scenariusza przekreśliło porozumienie zawarte w Monachium, gdzie mocarstwa zachodnie to jest Wielka Brytania, Francja i Włochy ugięły się przed żądaniami Hitlera i zgodziły się na aneksję Kraju Sudetów w zamian za zagwarantowanie przez Hitlera zakończenia polityki ekspansjonistycznej. Heydrich ograniczył więc działania do Kraju Sudetów; aresztowano ponad 10 tysięcy Czechów i Niemców uznanych za „wrogów Rzeszy”, z czego około 7 tysięcy wywieziono do obozów. Heydrich towarzyszył Hitlerowi, gdy na zamku w Hradczanach wywieszano flagę ze swastyką.

### Lata 1939–1942

#### Wybuch II wojny światowej
Gestapo i SD pod kierownictwem Heydricha zaczęły przygotowywać się do wojny z II Rzeczpospolitą od wiosny 1939 roku. W maju Heydrich otrzymał od Hitlera za pośrednictwem Himmlera instrukcje dotyczące swoich przyszłych zadań w Polsce, polegających na zneutralizowaniu potencjalnych ośrodków oporu i zniszczeniu klas uważanych za źródła polskiego nacjonalizmu. W ramach Operacji Tannenberg sporządzono listę zawierającą nazwiska 61 tysięcy Polaków. Znaleźli się na niej uczestnicy powstań, którzy walczyli z Niemcami na Górnym Śląsku, nacjonalistyczni politycy, komuniści, masoni, Żydzi i najważniejsi duchowni katoliccy – mieli oni zostać aresztowani lub zamordowani na miejscu. Heydrich podjął następnie decyzję o utworzeniu i przyszłym rozmieszczeniu czterech Grup Operacyjnych – Einsatzgruppen – w łącznej liczebności 2 tysięcy funkcjonariuszy. Einsatzgruppen, postępując za regularnymi oddziałami Wehrmachtu, miały likwidować warstwy przywódcze narodu polskiego i „elementy wrogie Rzeszy”.
SD otrzymała zadanie zainscenizowania incydentów granicznych w celu uzyskania pretekstu do ataku III Rzeszy na II Rzeczpospolitą. Heydrich osobiście wyznaczył grupę złożoną z kilku funkcjonariuszy pod dowództwem Alfreda Naujocksa do zaatakowania niemieckiej radiostacji w Gliwicach oraz do zorganizowania kilku innych incydentów na granicy polsko-niemieckiej, m.in. sfingowane napaści rzekomych powstańców śląskich i polskiego wojska na niemiecki urząd celny w Stodołach (niem. Hochlinden; dziś część Rybnika), na leśniczówkę w Byczynie (niem. Pitschen) niedaleko Kluczborka oraz incydent jabłonkowski. W krąg wtajemniczonych Heydrich włączył jednego ze swych najbliższych współpracowników w RSHA – szefa Gestapo Gruppenführera SS Heinricha Müllera.    
Po wybuchu wojny w dniu 1 września 1939 roku, postępujące za Wehrmachtem oddziały SS dokonywały aktów terroru na nieznaną dotąd skalę. Einsatzgruppen, których głównym celem była likwidacja partyzantki, posiadały znaczną swobodę w eliminacji wrogów III Rzeszy, których rozstrzeliwano na miejscu lub wysyłano do obozów koncentracyjnych. Funkcjonariusze mieli rozkaz mordowania arystokratów, księży, ludzi nauki, wyższych urzędników i oficerów oraz nacjonalistów. Pośród zamordowanych było wielu Żydów, choć rozkaz mordowania członków tego narodu nie został jeszcze wydany. Przygotowany przez SD plan zakładał „wymazanie narodu polskiego z mapy”. W dniach 3–13 września Heydrich wspólnie z Himmlerem dokonał inspekcji działających w zachodniej Polsce Einsatzgruppen, a następnie nakazał radykalizację działań i podejmowanie „najostrzejszych środków”. W rozporządzeniu administracyjnym z 21 września 1939 roku Heydrich ustalił ogólne zasady prześladowania Żydów w Polsce.

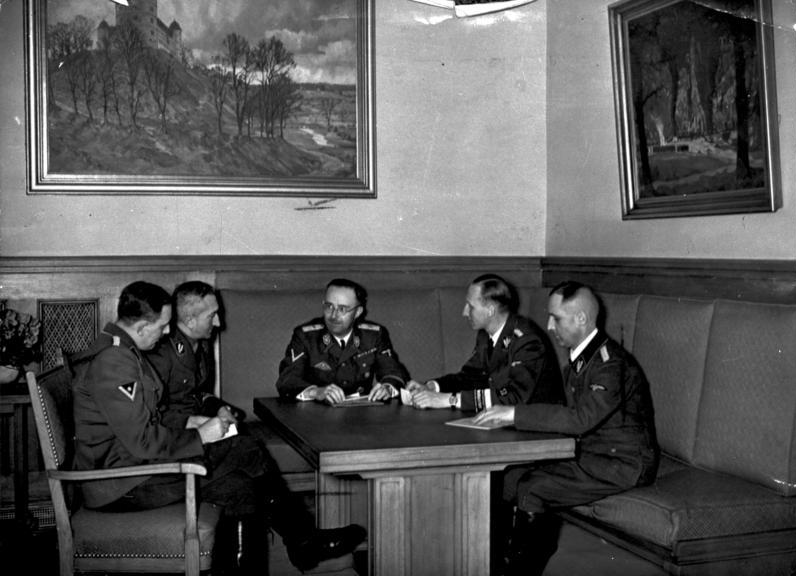
Spotkanie oficerów SS w piwiarni Bürgerbräukeller, od lewej Franz Josef Huber, Arthur Nebe, Heinrich Himmler, Reinhard Heydrich i Heinrich Müller, listopad 1939 roku

W związku z planowanym na 25 października zastąpieniem administracji wojskowej administracją cywilną, Heydrich w dniu 14 października nakazał zlikwidowanie w ciągu dwóch tygodni „polskiej warstwy przywódczej”, a tym samym przeprowadzenie drugiej fali aresztowań i egzekucji. Dotyczyły one głównie polskich nauczycieli, naukowców, wojskowych i członków organizacji nacjonalistycznych; łączna liczba ofiar, wedle ocen SS, wynosiła około 20 tysięcy Polaków. W kwestii polityki żydowskiej Heydrich zaproponował, aby część polskich Żydów zamieszkujących tereny przyłączone do III Rzeszy wysyłać do miejskich gett w celu późniejszego przesiedlenia, a część natychmiast deportować do radzieckiej strefy okupacyjnej.

#### Operacja Barbarossa
22 czerwca 1941 roku ruszył atak III Rzeszy na ZSRR. W ślad za 3-milionową armią Wehrmachtu podążyły Einsatzgruppen; Himmler i Heydrich postanowili osobiście nadzorować ich działanie, więc 30 czerwca obaj udali się do Grodna i Augustowa. Einsatzgruppen nie były podporządkowane Wehrmachtowi i w wykonywaniu zadań specjalnych miały wolną rękę. Esesmani mordowali komunistów i członków partii wszystkich szczebli. Heydrich skrytykował „bierność” w działaniu oddziałów SS i nakazał „wykazywanie się własną inicjatywą”. Istnieje uzasadnione domniemanie, że Heydrich wydał ustny rozkaz mordowania wszystkich Żydów, niezależnie od tego, czy są członkami partii komunistycznej, czy nie. Wiadomo, że zachęcał też do podżegania miejscowej ludności oraz organizacji antykomunistycznych do pogromów Żydów mieszkających na nowo zdobytych terenach sowieckich. Do końca 1941 roku zamordowano ponad pół miliona Żydów, dzienna liczba ofiar sięgała kilku tysięcy osób. Na początku 1942 roku, w związku z zatrzymaniem ofensywy wojsk hitlerowskich i groźbą utraty terenów wschodnich, Heydrich nakazał zacieranie śladów ludobójstwa, np. poprzez niszczenie fotografii egzekucji i masowych grobów lub wymordowanie tysiąca więźniów obozów koncentracyjnych zajmujących się wykopywaniem zwłok.

#### Rola Heydricha w zagładzie Żydów
Autorstwo planów dotyczących „rozwiązania kwestii żydowskiej” należy do ściśle współpracujących Himmlera i Heydricha. W pierwszych latach istnienia III Rzeszy, Gestapo i SD nie odgrywały znaczącej roli w antyżydowskiej polityce nazistów. Heydrich koncentrował się głównie na komunistach i socjaldemokratach; do 1935 roku podległe mu służby zajmowały się jedynie sprawowaniem nadzoru nad organizacjami żydowskimi i egzekwowaniem antyżydowskich przepisów. Z biegiem czasu Heydrich coraz intensywniej zajmował się sprawami mniejszości żydowskiej i stał się jedną z głównych osób zajmujących się tym zagadnieniem. W miarę wzmagania się prześladowań wobec Żydów, Gestapo i SD coraz mocniej występowało przeciwko asymilacji Żydów i coraz silniej popierało ich emigrację. Heydrich początkowo był przeciwny użyciu siły i chciał raczej ograniczać uczestnictwo Żydów we wszelkich przejawach życia publicznego.
Popierał powstanie państwa żydowskiego i wolał syjonistów od zwolenników asymilacji, co wyraził przykładowo w książce Wandlungen unseres Kampfes. Wbrew stanowisku Ministerstwa Spraw Zagranicznych, które uznawało utworzenie państwa żydowskiego w Palestynie za niezgodne z interesami III Rzeszy, SD czyniło własne starania w tym kierunku. W latach 1933–1937 władze niemieckie pozwoliły wyemigrować 24 tysiącom Żydów, ale przełom nastąpił na początku 1938 roku, kiedy w dniu 1 lutego Hitler wyraził zgodę na popieranie emigracji żydowskiej do Palestyny. Radykalna niemiecka polityka emigracyjna spotykała się z zadowoleniem syjonistycznej organizacji Hagana. Po Anschlussie Austrii, z pomysłu Eichmanna, będącego w SD referentem ds. żydowskich, konfiskowano majątki zamożnych Żydów, i z zawłaszczonych pieniędzy finansowano emigrację zagraniczną Żydów; w ten sposób do jesieni 1938 roku wypędzono z Austrii 45 tysięcy Żydów.
W październiku 1938 roku Heydrich nakazał aresztować 15 tysięcy polskich Żydów, którzy przebywali w Niemczech, i siłą wydalić ich za niemiecko-polską granicę. 12 listopada 1938 roku na międzyresortowym spotkaniu prowadzonym przez Göringa Heydrich naciskał na zakazanie Żydom wstępu do transportu publicznego, szkół, szpitali i wszelkich miejsc, gdzie mogliby kontaktować się z Niemcami; Göring w odróżnieniu od Heydricha uważał, że podobne środki należy wprowadzać stopniowo.
Wedle relacji wdowy po nim, Kristallnacht była zaskoczeniem dla Heydricha. Poprosił Himmlera o wskazówki i rozkazy, a ten nakazał, aby SS i Gestapo „nie mieszało się”. Himmler i Heydrich obaj bardzo ostro skrytykowali wystąpienie Goebbelsa, które doprowadziło do wystąpień antyżydowskich tamtej nocy i zdaniem niemieckiego historyka Günthera Deschnera zrozumieli wówczas, że koncepcja cichej emigracji nie powiedzie się. Heydrich miał wyrazić opinię, że Kristallnacht była „najgorszym ciosem dla państwa i partii od 1934 roku”, gdyż była sprzeczna w nazistowską praktyką bezgłośnego, biurokratycznego terroru. Jedną z konsekwencji nocy kryształowej było rozszerzenie władzy kierowanego przez Heydricha aparatu policyjnego.
24 stycznia 1939 roku Göring zarządził, że emigracja żydowska ma być popierana, a w ministerstwie spraw wewnętrznych, zgodnie z propozycją Heydricha, ma powstać Centrala ds. Emigracji Żydowskiej (taka jak wcześniej powstała w Austrii), której rolą będzie pośredniczenie między urzędami zajmującymi się usuwaniem Żydów z Niemiec. Kierownictwo nad ową instytucją objął Heydrich z nominacji Göringa. W lipcu 1939 roku zastąpiono Centralę ds. Emigracji Żydowskiej nowo utworzonym Zjednoczeniem Żydów Rzeszy Niemieckiej, w którym uczestnictwo było dla Żydów przymusowe, i które miało zajmować się „popieraniem emigracji Żydów”. W 1938 roku wyemigrowało 40 tysięcy Żydów, a w 1939 – 78 tysięcy. 
Po wygranej wojnie z Polską, na spotkaniu, w którym wzięli udział Hitler, Himmler, Heydrich i Forster w dniu 20 września 1939 roku postanowiono, że wszyscy pozostający w obrębie III Rzeszy Żydzi zostaną w ciągu roku deportowani na tereny przyszłego Generalnego Gubernatorstwa, natomiast polscy Żydzi zostaną zgromadzeni w miejskich gettach; skupiska Żydów miały znajdować się blisko węzłów kolejowych w celu „łatwiejszego osiągnięcia przyszłych celów”. Planowano również wysiedlenie Żydów na tereny na południowy zachód od Lublina i utworzenie tam państwa żydowskiego ze stolicą w Nisku. Przesiedlono tam około 93 tysięcy Żydów, ale projekt ten został zarzucony, gdy Hans Frank zainterweniował u Göringa i ten w dniu 24 marca 1940 roku zabronił dalszych deportacji do Generalnego Gubernatorstwa. Heydrich podjął zatem wysiłki zwiększenia emigracji Żydów z terenu III Rzeszy.

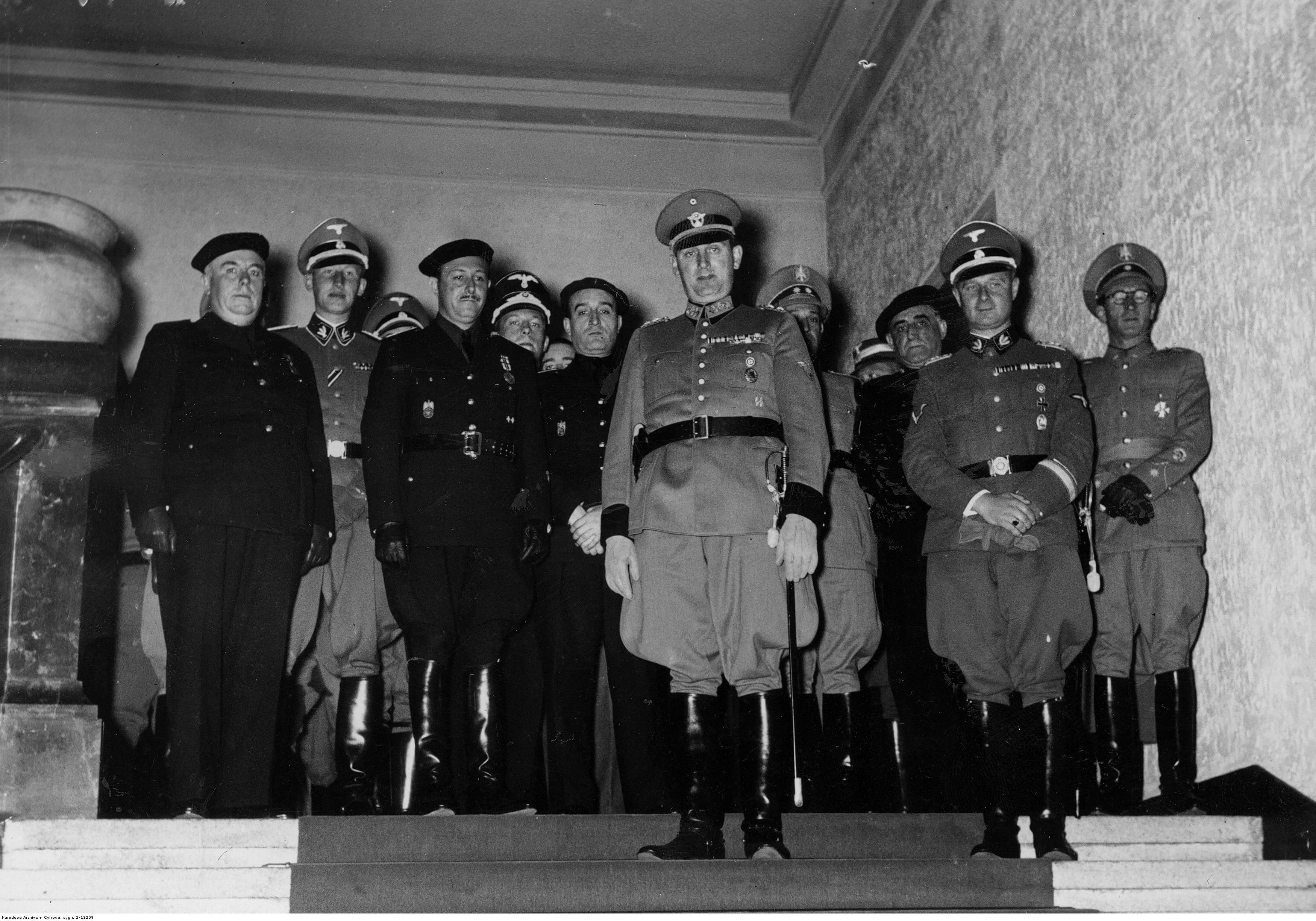
Pamiątkowe zdjęcie z wizyty w Berlinie delegacji hiszpańskiej z szefem służb bezpieczeństwa frankistowskiej Hiszpanii José Finatem na czele, drugi od lewej Heydrich, na zdjęciu również Daluege i Wolff, 1940 rok

Dekret Heydricha z 24 kwietnia 1940 roku głosił, że emigracja „ma się nasilać także w czasie wojny”. Taki sam rozkaz wydał zastępca Heydricha, Walter Schellenberg, w dniu 20 maja 1941 roku. Możliwość emigracji z terenów kontrolowanych przez nazistów została wstrzymana ze skutkiem natychmiastowym w dniu 23 października 1941 roku na rozkaz Himmlera działającego w porozumieniu z Heydrichem. Oznaczało to, że wszyscy europejscy Żydzi mieli zostać objęci „ostatecznym rozwiązaniem”, którego ostateczny kształt nie był jeszcze znany. Do tego czasu około ⅔ Żydów z obszarów Rzeszy Wielkoniemieckiej zdążyło opuścić jej tereny – ze Starej Rzeszy 300 tysięcy, z Austrii – 130 tysięcy, a z Czech i Moraw – 70 tysięcy. Gdyby ta polityka była kontynuowana, w ciągu roku lub dwóch wszyscy Żydzi wyemigrowaliby z terenów niemieckich.
W czerwcu 1940 roku Heydrich pisał w liście do Göringa, że „problem” żydowski na terenach okupowanych przez nazistów, zamieszkiwanych przez około 3 i ¼ miliona Żydów, nie może być rozwiązany przez emigrację. W tymże miesiącu Heydrich poinformował Ribbentropa, że kwestia żydowska z ponad trzema milionami Żydów nie może już zostać rozwiązana poprzez emigrację, ale wymaga „rozwiązania terytorialnego”. W nazistowskich kręgach władzy zaczęła zyskiwać popularność koncepcja, aby Żydów zesłać na Madagaskar i utworzyć tam rezerwat pod „aryjską kontrolą”; organizacją przedsięwzięcia miał się zająć Heydrich. Na wyspę planowano zesłać 4 miliony Żydów w ciągu 5 lat. Plan krótkoterminowy zakładał zesłanie Żydów do Generalnego Gubernatorstwa, a długoterminowy – na Madagaskar. Projekt ten – będący kolejnym przejawem radykalizacji stanowiska nazistów wobec Żydów – został zarzucony ze względu na brak traktatu pokojowego z Wielką Brytanią i brak możliwości zabezpieczenia szlaków morskich prowadzących z Europy na Ocean Indyjski.
Pod koniec 1940 roku Hitler nakazał Heydrichowi pracę nad pierwszym szkicem projektu „ostatecznego rozwiązania”, które miało być zrealizowane po zakończeniu wojny. W dniu 24 stycznia 1941 roku Heydrich przedstawił swoją propozycję Göringowi (jej dokładna treść nie jest znana). 26 marca 1941 roku Heydrich i Göring omawiali projekt „rozwiązania kwestii żydowskiej” i propozycje tego pierwszego ze stycznia tegoż roku. 31 lipca tegoż roku Göring – podpisując dokument napisany przypuszczalnie przez Eichmanna i którego zamysł powstał w RSHA – udzielił Heydrichowi pisemnego upoważnienia do opracowania „pełnego rozwiązania kwestii żydowskiej w niemieckiej strefie wpływów w Europie” i 15 października ruszyły masowe deportacje z terenu Rzeszy. Szczegóły rozmowy Göringa i Heydricha z tego dnia nie są znane i nie jest jasne, co wówczas miało być treścią tego „ostatecznego rozwiązania”; historycy spierają się, czy były to jeszcze przesiedlenia, czy już eksterminacja. Wiadomo, że nakładał na Heydricha odpowiedzialność za przygotowania organizacyjne, techniczne i materialne, a na urzędy posiadające kompetencje w zakresie spraw żydowskich – obowiązek współdziałania z Heydrichem. Zdaniem brytyjskiego historyka Padfielda można go uważać za cezurę wyznaczającą granicę między żywiołowymi pogromami a systematycznym ludobójstwem. Jak podaje Gerwarth, „niektórzy historycy” twierdzą, że pod koniec października 1941 roku władze nazistowskie zarzuciły politykę brutalnych wysiedleń i przypadkowych mordów na rzecz systematycznej eksterminacji. Deschner uważa, że decyzja fizycznej likwidacji Żydów w Europie zapadła w listopadzie 1941 roku.

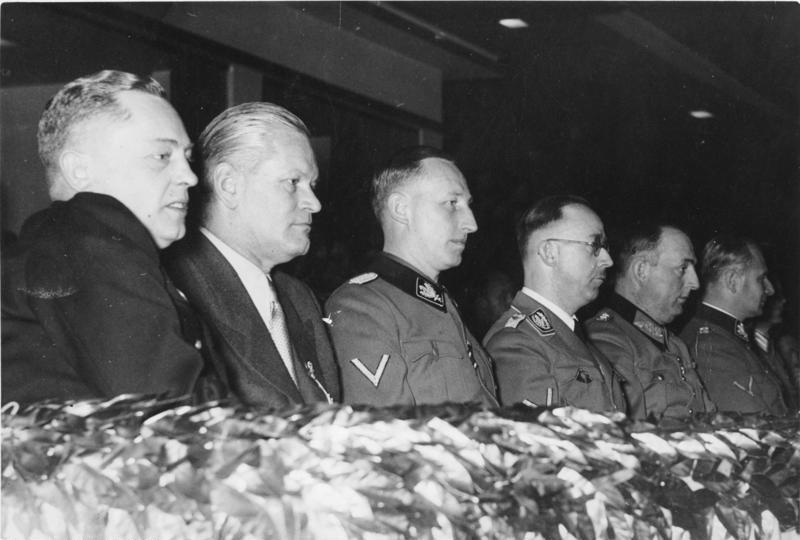
Heydrich (pośrodku) ogląda wieńczący akcję Niemieckiej Pomocy Zimowej festiwal sportów halowych w Berlinie, po jego prawej stronie Karl von Halt, przewodniczący krajowego komitetu olimpijskiego, po lewej kolejno Himmler, Daluege i Wolff, 16 lutego 1941 roku

Po ataku III Rzeszy na ZSRR, do końca 1941 roku Niemcy – głównie Einsatzgrupen – wymordowali na terenie państwa sowieckiego od 500 do 800 tysięcy Żydów. Ponieważ rozstrzeliwania były kosztowne i często negatywnie odbijały się na zdrowiu psychicznym nazistowskich oprawców, Heydrich polecił w RSHA wyszukanie nowych środków masowego mordu, które byłyby szybsze i „bardziej humanitarne”. W październiku 1941 roku zaproponowano wykorzystanie tzw. Gaswagen, w których truto ludzi gazem, jednak nie wykorzystano tej opcji na dużą skalę. W Bełżcu rozpoczęto eksperymenty nad stacjonarnymi urządzeniami do gazowania ludzi, w Oświęcimiu natomiast – nad zabijaniem ludzi za pomocą cyklonu B. Początkowo środki te miały jedynie służyć egzekucjom na froncie wschodnim w czasie wojny z ZSRR oraz zrobieniu miejsca dla Żydów deportowanych z III Rzeszy. Trwające już ludobójstwo było ukrywane przed narodem niemieckim, ale agendy aparatu państwowego otrzymywały od Heydricha raporty na temat działalności Einsatzgruppen.
20 stycznia 1942 roku odbyła się organizowana i kierowana przez Heydricha konferencja w Wannsee, na której ustalono „ostateczne rozwiązanie kwestii żydowskiej” . Ludobójstwo już trwało, od 1939 roku w Polsce i od 1941 w Związku Sowieckim działały Einsatzgruppen, których zadaniem było eksterminowanie ludności niegermańskiej, funkcjonowały już obozy zagłady, w sierpniu 1941 roku po raz pierwszy użyto w Auschwitz cyklonu B. Decyzje dotyczące Zagłady Żydów już zapadły przed konferencją w Wannsee. Celem konferencji miało być ustalenie „wspólnego stanowiska władz centralnych” w kwestii ostatecznego rozwiązania kwestii żydowskiej i skoordynowanie działań nazistowskich urzędów zajmujących się tym zagadnieniem. Na konferencji zapadły decyzje dotyczące ostatecznego wymordowania narodu żydowskiego. Wzięli w niej udział nazistowscy oficjele odpowiedzialni za „sprawy żydowskie”, szefowie departamentów i policji, wysocy oficerowie SS, w sumie 14 osób. Heydrich stwierdził, iż jemu przysługuje pierwszeństwo w opracowywaniu ostatecznego rozwiązania kwestii żydowskiej. Adolf Eichmann opracował koncepcję konferencji i sporządził z niej protokół. Trwała około półtorej godziny. Większość propozycji Heydricha została przyjęta, uczestnicy konferencji nie podnieśli większego sprzeciwu. Ostateczne rozwiązanie miało objąć około 11 milionów Żydów. W pierwszej kolejności mieli zostać usunięci z III Rzeszy i Protektoratu Czech i Moraw. Systematyczna eksterminacja narodu żydowskiego na skalę ogólnoeuropejską rozpoczęła się w maju 1942 roku.

### Czechy i Morawy (1941–1942)

Reinhard Heydrich i Karl Hermann Frank na Zamku Praskim, 1941 rok

24 września 1941 roku Adolf Hitler z rekomendacji Martina Bormanna mianował Reinharda Heydricha protektorem Czech i Moraw w zastępstwie Konstantina von Neuratha, którego polityka była uważana za zbyt miękką. Dzięki temu Heydrich, który rozkazy przyjmował poprzez Göringa lub Himmlera, uzyskał bliższy, bezpośredni dostęp do Führera III Rzeszy i stał się najpotężniejszą osobą w Czechach i Morawach. Powierzenie Heydrichowi rządów nad Protektoratem było wyrazem zaostrzenia polityki antyżydowskiej Hitlera, który postanowił, aby Berlin, Wiedeń i Praga były pierwszymi miastami III Rzeszy, w których nie ma Żydów. Heydrich pozostał jednocześnie szefem służb wywiadowczych i 2 lub 3 razy w tygodniu latał samolotem między Berlinem a Pragą. Dalej zajmował się też kierowaniem całością „ostatecznego rozwiązania” i kwestią kolonizacji terenów wschodnich. 19 listopada 1941 roku w kaplicy św. Wacława w katedrze św. Wita na Zamku w Hradczanach odbyło się symboliczne poddanie państwa czesko-morawskiego władzy niemieckiej.
Heydrich był zwolennikiem zaostrzenia kursu polityki hitlerowskiej wobec Czech. Zalecał tortury wobec członków czeskiego ruchu oporu. Natychmiast po objęciu władzy nakazał aresztowanie i skazanie na śmierć Aloisa Eliáša za utrzymywanie kontaktów z czechosłowackim rządem emigracyjnym w Londynie w czasach poprzedniego protektora, von Neuratha (wyrok wykonano po zamachu na Heydricha). Przed śmiercią na Eliášu wymuszono wiernopoddańczą deklarację pod groźbą wymordowania 20 tysięcy Czechów. Nie wierząc statystykom pozostawionym przez nazbyt jego zdaniem łagodny rząd Neuratha, 1 października 1941 roku Heydrich nakazał Żydowskiej Gminie Wyznaniowej w Pradze przeprowadzenie rejestracji wszystkich Żydów w Protektoracie.
Już w czasach von Neuratha Protektorat Czech i Moraw był wykorzystywany – w szczególności sektor zbrojeniowy (w Czechach i Morawach powstawała ⅓ niemieckich czołgów czy ⅖ niemieckich lekkich karabinów maszynowych) jako gospodarcze zaplecze III Rzeszy, jednak Hitler był zaniepokojony spadkiem wydajności czesko-morawskiego przemysłu. Z biegiem czasu rósł opór narodu czeskiego wobec okupacji nazistów, przykładowo wyrażany poprzez strajki lub maksymalnie powolną pracę, co prowadziło do znacznego spadku wydajności przemysłu. Celem Heydricha było pogłębienie eksploatacji potencjału ekonomicznego Protektoratu poprzez terror, przymusową rekrutację robotników, zachęty i propagandę. W celu podniesienia wydajności pracy, w październiku 1941 roku Heydrich nakazał zwiększenie dziennych przydziałów żywnościowych dla czeskich robotników.

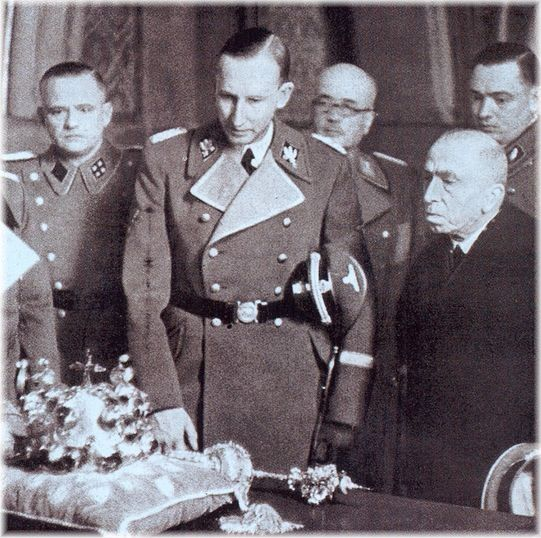
Emil Hácha pokazuje Heydrichowi czeskie regalia królewskie, 1941 rok

Heydrich otrzymał od Hitlera polecenie zwiększenia germanizacji Czechów oraz zachowania fasadowej autonomii państwowej. W rozmowach z najbliższymi współpracownikami Heydrich przedstawiał plany germanizowania, likwidowania lub wykorzystywania w charakterze siły roboczej ludności czeskiej w zależności od kryterium rasowego oraz postawy względem okupanta. Heydrich pojmował germanizację jako całkowite podporządkowanie podbitych narodów, wymazanie ich tożsamości narodowej, wcielenie do niemieckiego ludu (Volk) oraz zlikwidowanie „elementów” wrogich ideologii hitlerowskiej i osób „bezwartościowych” rasowo poprzez mordy i wysiedlenia. Plany germanizacyjne Heydricha rozpowszechniły się i wzmocniły opór wobec władzy nazistów. Heydrich czynił też plany ograniczenia liczby niemieckich pracowników administracji Protektoratu, które umożliwiłyby wysłanie około 50 tysięcy mężczyzn do służby wojskowej.
Heydrich dążył także do zlikwidowania czesko-niemiecko-żydowskiej różnorodności kulturowej Pragi i wprowadzenia na jej miejsce jedynie kultury niemieckiej. Wspólnie z Goebbelsem opracował szczegółową umowę, w myśl której naziści uzyskiwali pełną kontrolę nad instytucjami kulturowymi w Protektoracie. Zakres kształcenia ludności czeskiej miał zostać ograniczony do prostej arytmetyki, podpisywania się imieniem i nazwiskiem oraz wpojenia absolutnego posłuszeństwa wobec Niemców.
2 października 1941 roku Heydrich ogłosił stan wojenny na terenie Protektoratu. W ciągu pierwszych trzech dni na śmierć skazano 92 osoby, kolejnych 256 trafiło do więzień Gestapo. Do końca listopada wykonano 404 wyroki śmierci (głównie na członkach czeskiego ruchu oporu), a zatrzymano dalszych 6 tysięcy osób. Około 3 tysięcy osób wysłano do obozów koncentracyjnych, z czego wojnę przeżyło kilka procent. Zlikwidowano właściwie całą łączność radiową między Londynem a czeskim podziemiem, w ten sposób praktycznie rozbijając zorganizowany czeski ruch oporu w Protektoracie. Terror zelżał pod koniec października ze względów wizerunkowych, ale nadal potajemnie wykonywano egzekucje w obozie koncentracyjnym Mauthausen.
Na przełomie lat 1941/1942 nastąpił wzrost aktywności ruchów oporu na terenie okupowanych przez nazistów państw Europy Wschodniej. Chociaż Heydrich otrzymywał raporty na temat spadochroniarzy, którzy przedostali się do Protektoratu i dokonywali aktów sabotażu, i choć zaczął zakładać kamizelkę kuloodporną, nadal poruszał się po Pradze otwartym samochodem bez eskorty. Heydrich odmawiał ochrony, gdyż byłoby to uszczerbkiem dla „niemieckiego prestiżu” i wywołałoby wrażenie, że boi się Czechów.

#### Zamach

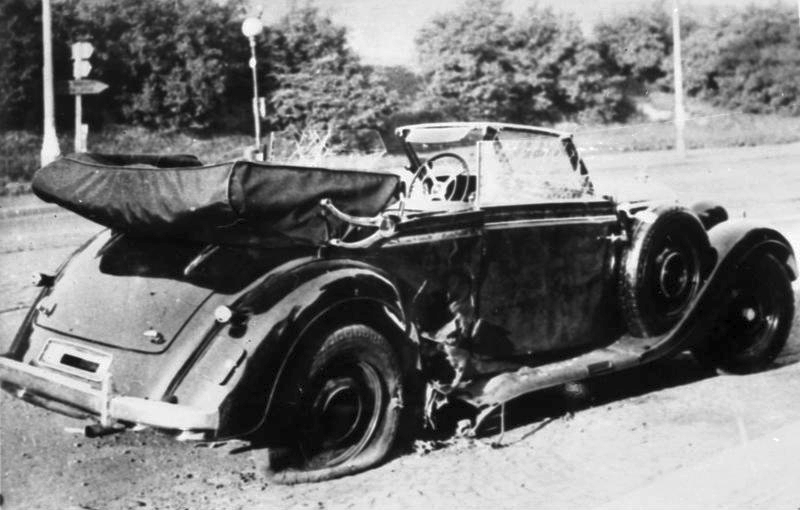
Mercedes-Benz W142, w którym jechał i został śmiertelnie ranny Reinhard Heydrich. Zdjęcie z dnia zamachu

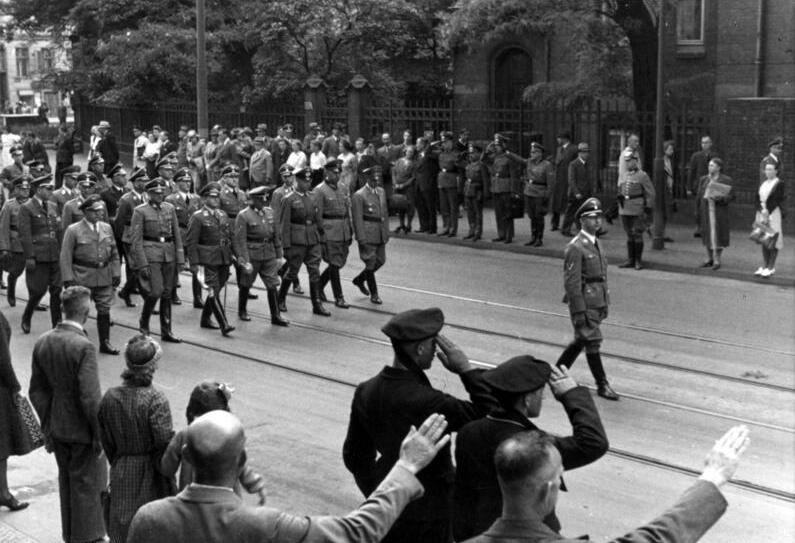
Kondukt pogrzebowy w Berlinie, 9 czerwca 1942 roku

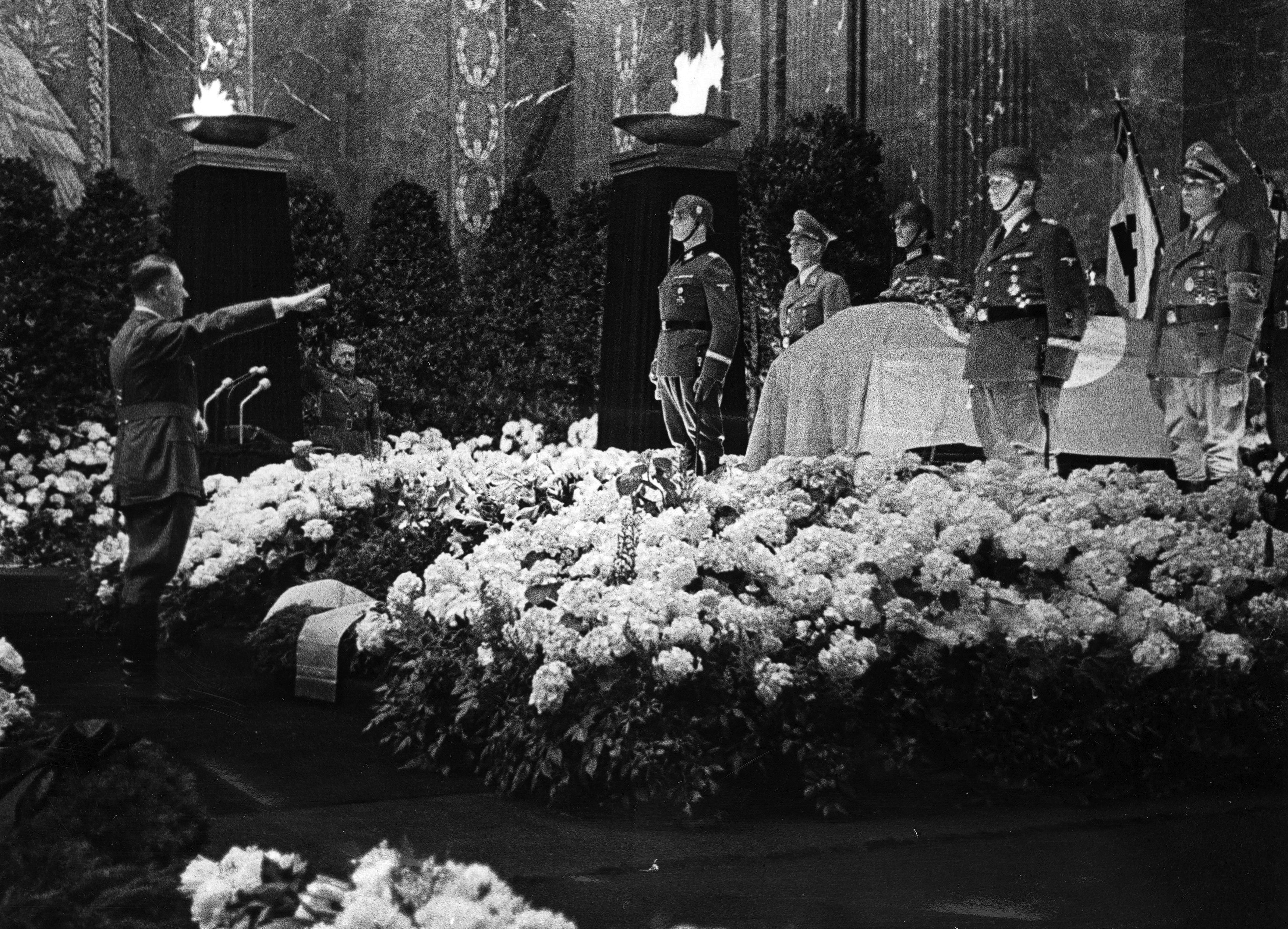
Uroczystości żałobne w Kancelarii Rzeszy; Hitler oddaje cześć zmarłemu

27 maja 1942 roku o godzinie 10:29 przy ulicy Malé Holešovice na przedmieściach Pragi miał miejsce zamach na Heydricha. Zamachu dokonali Jozef Gabčík i Jan Kubiš, agenci czechosłowackiego rządu emigracyjnego. Trzeci zamachowiec, Josef Valčík, stał na czatach i za pomocą lusterka dał znać dwóm pozostałym, że samochód Heydricha się zbliża. Gabčik był uzbrojony w pistolet maszynowy Sten Mk II FF 209, a Kubiš w dwie bardzo czułe bomby. Kiedy samochód Heydricha zbliżył się i zwolnił, aby wejść w zakręt, Gabčik wyjął spod płaszcza pistolet maszynowy, lecz broń zacięła się i wtedy Kubiš rzucił granat, który eksplodował obok prawego tylnego koła samochodu. Heydrich został trafiony odłamkami granatu, odniósł jedną ranę na plecach. Zamachowcy uciekli z miejsca zdarzenia w przekonaniu, że akcja skończyła się fiaskiem; Heydrich rzucił się za nimi w pogoń, ale po chwili zasłabł i upadł na ziemię.
Po trafieniu do szpitala został zoperowany przez czeskiego chirurga Aloisa Vincenca Honka, praskiego internistę Waltera Hollbauma oraz naczelnego chirurga szpitala Waltera Dicka. W toku operacji usunięto z organizmu zniszczoną śledzionę. W wyniku zbyt obszernego cięcia chirurgicznego w jamie brzusznej doszło do infekcji, która się stopniowo rozprzestrzeniała. Heydrich zmarł 4 czerwca 1942 w szpitalu na Bulovce w wyniku zakażenia krwi.
Plany operacji, która nosiła kryptonim „Antropoid”, powstały pod koniec września 1941 roku w Londynie. Dokonanie zamachu było tym łatwiejsze, że Heydrich poruszał się po Pradze bez ochrony, w otwartym samochodzie. Zarówno Gabčik (z zawodu ślusarz), jak i Kubiš (z zawodu zdun) zostali przeszkoleni na spadochroniarzy w Anglii. Jedną z przypuszczalnych przyczyn zorganizowania zamachu był nikły sprzeciw czeskiego ruchu oporu wobec okupacji hitlerowskiej i tym samym niska pozycja polityczna Czechosłowacji w obozie aliantów. Przed podjęciem operacji czeski rząd emigracyjny był ostrzegany, że w prześladowaniach odwetowych zginą tysiące ludzi. W przygotowaniach do zamachu brało udział brytyjskie Kierownictwo Akcji Specjalnych.
Niezwykle okazały pogrzeb – największa tego rodzaju uroczystość w dziejach III Rzeszy – odbył się w Berlinie; mowę pochwalną wygłosił Himmler, głos zabrał również Hitler. Na pogrzebie obecna była delegacja czeskiego rządu. Heydrich został pochowany na Cmentarzu Inwalidów w Berlinie. W miejscu zamachu ustawiono popiersie, przy którym do 1945 roku stała warta honorowa SS. Władze SS odmówiły duchowieństwu katolickiemu udziału w uroczystościach i odprawienia mszy żałobnej za Heydricha, który był ochrzczony w Kościele rzymskokatolickim.

Ty, Reinhardzie Heydrichu, byłeś naprawdę dobrym esesmanem.

Był on jednym z najlepszych narodowych socjalistów, jednym z najpotężniejszych obrońców idei Rzeszy Niemieckiej i jednym z największych przeciwników wszystkich wrogów tej Rzeszy.

#### Następstwa zamachu
Na terenie Protektoratu Czech i Moraw wprowadzono stan wojenny, obowiązki protektora przejął Kurt Daluege. Władze III Rzeszy wymusiły na czeskim rządzie w Protektoracie, aby potępiły zamach i zorganizowały liczne wiece poparcia dla okupacji nazistów. Hitler w ramach odwetu zażądał natychmiastowego rozstrzelania 10 tysięcy Czechów, Himmler jednak przekonał Führera III Rzeszy, aby liczbę tę obniżyć do stu. Jednym z pierwszych rozstrzelanych był aresztowany wcześniej Alois Eliáš. Do końca czerwca 1942 roku aresztowano ponad 1000 osób. Po fałszywej informacji, że zamachowcy ukrywają się w Lidicach, wymordowano rodziny dwóch oficerów byłej armii czeskiej. Wkrótce, za radą szefa praskiej Policji Bezpieczeństwa Horsta Böhmego, Hitler nakazał eksterminację mieszkańców Lidic oraz zrównanie zabudowy wsi z ziemią. Rozstrzelano niemal 200 mężczyzn, 198 kobiet wywieziono do obozu koncentracyjnego Ravensbrück, kilkoro dzieci uznano za podatne na zniemczenie, a resztę wymordowano. Ponadto w miejscowości Ležáky rozstrzelano 33 osoby z powodu ukrywającego się tam czeskiego radiotelegrafisty i dwóch kryjówek dla czeskich spadochroniarzy.
Zamachowcy ukryli się w soborze Świętych Cyryla i Metodego, katedrze Kościoła Prawosławnego Czechosłowacji. Proboszcz parafii, Vladimír Petřek, dostarczał im jedzenie, picie i gazety. Zamachowcy zostali zdradzeni przez jednego ze swoich towarzyszy, Karela Čurdę, który otrzymał za ujawnienie informacji na ich temat 5 milionów marek. Čurda wiedział, że zamachowcy ukrywali się wcześniej u mężczyzny o nazwisku Moravec, który figurował już w aktach Gestapo i Urzędu Bezpieczeństwa Rzeszy; po aresztowaniu nic nie zdradził, ale jego syn został przez gestapowców torturami zmuszony do wyjawienia miejsca ukrywania się zamachowców. Nad ranem 18 czerwca cerkiew została otoczona przez kilkuset esesmanów. Po kilkugodzinnej wymianie ognia zamachowcy, których było siedmiu, zmarli w wyniku odniesionych ran albo popełnili samobójstwo.
Na karę śmierci skazano proboszcza Petrka, zwierzchnika Kościoła Prawosławnego Czechosłowacji – biskupa Czech, Moraw i Śląska Gorazda i dwóch innych duchownych. Zdelegalizowany został cały Kościół Prawosławny Czech i Słowacji. Kolejnych 236 osób, które wspierały spadochroniarzy, wywieziono do Mauthausen i zamordowano. W odwetowej fali terroru zginęły tysiące Czechów. Karana śmiercią była również sama aprobata dla zamachu.

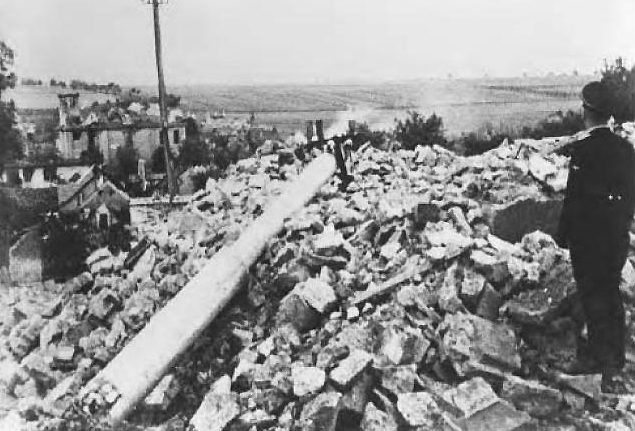
Nierozpoznany członek SS w zniszczonych Lidicach po masakrze

Lidice stały się jednym z symboli oporu przeciwko nazistom. Słowa „Lidice będą żyć” stały się hasłem walki z reżimem hitlerowskim. W Stanach Zjednoczonych, Meksyku, Peru i Brazylii powstały miejscowości noszące tę samą nazwę. Naziści natomiast w hołdzie dla Heydricha nazwali akcję eksterminacji Żydów w Generalnym Gubernatorstwie – w której do października 1943 zgładzono dwa miliony ludzi – Operacją Reinhard. Hitler uczynił Heydricha patronem 6 Dywizji Piechoty Waffen SS. Nadał też jego nazwisko 18 ulicom lub placom w różnych miastach w Protektoracie Czech i Moraw. W pierwszą rocznicę śmierci wydano znaczek z maską pośmiertną Heydricha.
Wskutek nazistowskich represji, trwających przez całe lato 1942 roku, nazwanych heidrichiadą, niemal zupełnie zniszczono czeski ruch oporu, w tym organizację ÚVOD i cały jej Komitet Centralny. W wyniku fali prześladowań aresztowano ponad 3 tysiące Czechów, z czego 1327 skazano na śmierć. Dalszych 4 tysiące trafiło do obozów koncentracyjnych lub więzień. Osłabło też poparcie społeczeństwa czeskiego dla ruchu oporu, toteż zamachowcy mimowolnie przyczynili się do „pacyfikacji” Protektoratu Czech i Moraw. Himmler nakazał przyśpieszenie eksterminacji narodu żydowskiego.
5 sierpnia 1942 roku brytyjski minister spraw zagranicznych, Anthony Eden, oficjalnie odrzucił postanowienia układu monachijskiego z 1938 roku.

## Okres powojenny

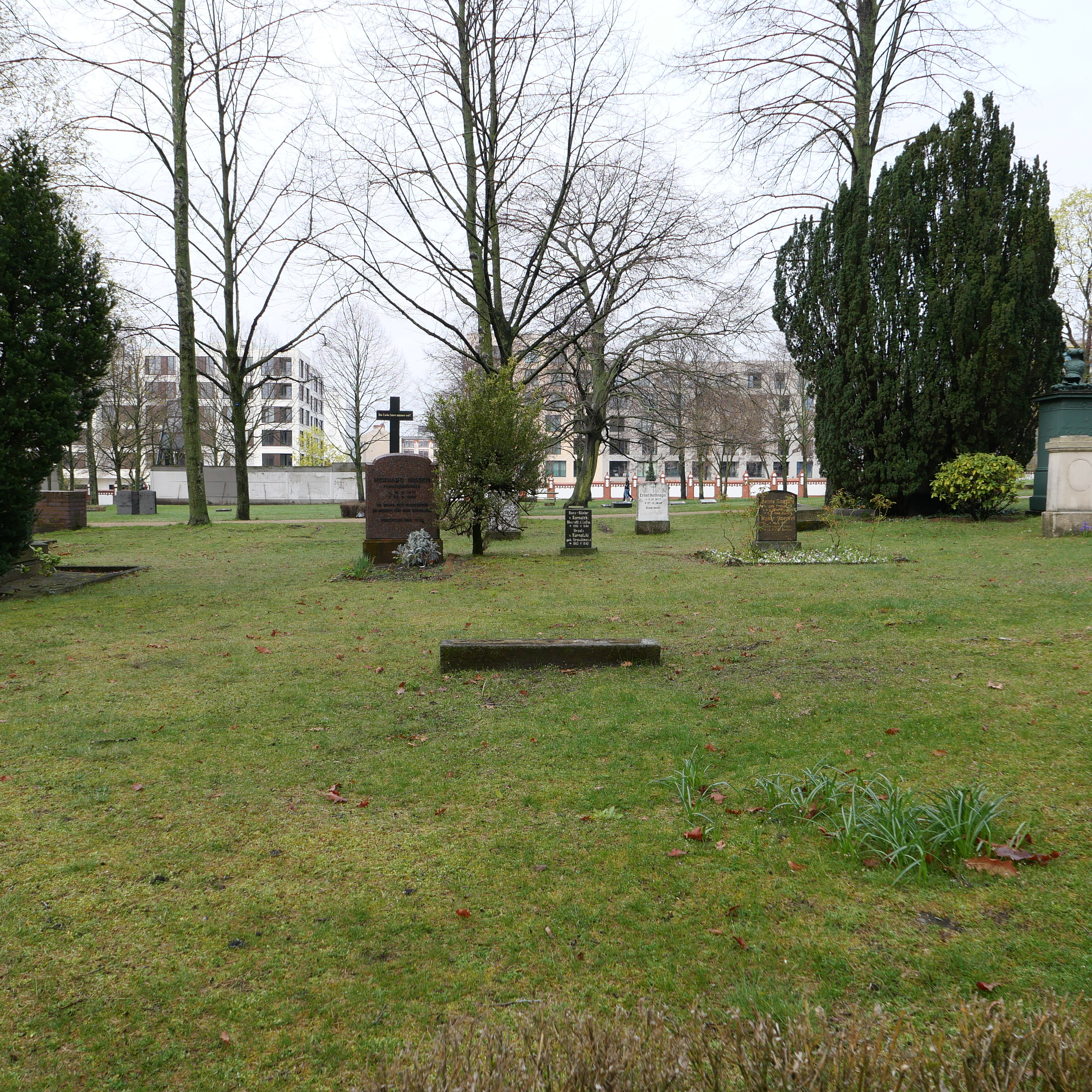
Anonimowy grób Heydricha na Cmentarzu Inwalidów w Berlinie

Zbrodnie Reinharda Heydricha nigdy nie zostały w pełni rozliczone. Podczas toczących się w latach 1945–1949 procesów norymberskich nie wydano żadnego pośmiertnego wyroku na Heydricha. Zdaniem wielu historyków, gdyby Heydrich był sądzony w trakcie procesów norymberskich, z całą pewnością zostałby skazany na śmierć. Za organizacje przestępcze uznano SS oraz podległe Heydrichowi Gestapo i SD, choć nie Główny Urząd Bezpieczeństwa Rzeszy. Wśród funkcjonariuszy władz nazistowskich istniała zmowa, aby całą winą obciążać zmarłych, w szczególności Heydricha. Wiele dokumentów dotyczących działalności Heydricha znajduje się w archiwach w Waszyngtonie, Londynie i Moskwie.

## Kariera

### Reichsmarine
- 1 kwietnia 1922 – Fähnrich zur See (chorąży marynarki)
- 1 kwietnia 1924 – Oberfähnrich zur See (starszy chorąży marynarki)
- 1 lipca 1926 – Leutnant zur See (podporucznik marynarki)
- 1 lipca 1928 – Oberleutnant zur See (porucznik marynarki)

Pod koniec kwietnia 1931 roku Heydrich trafił przed sąd wojskowy i został wydalony z marynarki wojennej.

### SS
- 14 lipca 1931 – SS-Mann (szeregowy)
- 10 sierpnia 1931 – SS-Sturmführer (porucznik)
- 1 grudnia 1931 – SS-Hauptsturmführer (kapitan)
- 25 grudnia 1931 – SS-Sturmbannführer (major)
- 29 lipca 1932 – SS-Standartenführer (pułkownik)
- 21 marca 1933 – SS-Oberführer (brygadier)
- 9 listopada 1933 – SS-Brigadeführer (generał brygady)
- 30 czerwca 1934 – SS-Gruppenführer (generał dywizji)
- 27 września 1941 – SS-Obergruppenführer (generał broni)

## Życie prywatne

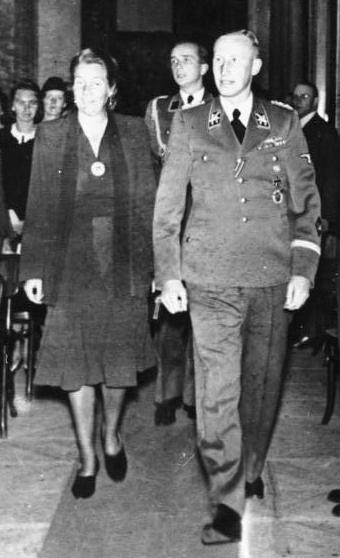
Heydrich z żoną, zdjęcie wykonane dzień przed zamachem

26 grudnia 1931 roku ożenił się z poznaną ponad rok wcześniej Liną von Osten. Lina von Osten była zagorzałą narodową socjalistką, w latach 1933–1945 należała do NSDAP. Mieli czworo dzieci: Klausa, Heidera, Silke i Marte. Marte urodziła się po jego śmierci. Klaus, potrącony przez ciężarówkę, zginął tragicznie 24 października 1943 roku i został pochowany na terenie pałacu Panenské Břežany. Po śmierci Heydricha Hitler zabronił Linie Heydrich ponownie wychodzić za mąż i podarował jej pałac Panenské Břežany.
19 października 1948 roku wydział XIII Specjalnego Sądu Ludowego w Pradze wydał na Linę Heydrich, pod nieobecność oskarżonej, wyrok dożywotnego więzienia za znęcanie się nad więźniami, których kazała sprowadzić do pałacu w Panenskich Břežanach z obozu koncentracyjnego w Auschwitz. 29 czerwca 1949 roku Lina Heydrich stanęła przed Główną Komisją Denazyfikacyjną, która skonfiskowała jej majątek za bierne współuczestnictwo w nazistowskich zbrodniach wojennych. Wskutek apelacji i dalszych rozpraw w dniu 12 stycznia 1951 roku została oczyszczona z zarzutów i konfiskata została unieważniona. Lina Heydrich złożyła wniosek o przyznanie renty i 9 lutego 1952 roku VIII Izba Odwoławcza Naczelnego Urzędu Ubezpieczeniowego w Szlezwiku wydała orzeczenie, w którym stwierdzała, że zamach na Heydricha był działaniem zbrojnym, toteż na mocy Ustawy o zaopatrzeniu rentowym należy przyznać rentę wdowie.
Po klęsce III Rzeszy Lina Heydrich wróciła na wyspę Fehmarn i prowadziła niewielki pensjonat i restaurację. Nigdy nie zmieniła poglądów, nie wyraziła żalu lub skruchy; w 1973 roku gościła w swoim domu włoskiego neofaszystę Michela Sakkarę. Żywiła uwielbienie dla III Rzeszy, twierdziła, że nic nie wiedziała o Zagładzie Żydów i niemal do końca życia sądziła, że Żydów nie eksterminowano. W latach 1965–1969 była zamężna z fińskim dyrektorem teatru i malarzem Mauno Manninenem. Zmarła 14 sierpnia 1985 roku na wyspie Fehmarn. Pozostawiła wspomnienia, które otrzymały tytuł Leben mit einem Kriegsverbrecher.
Matka Heydricha, Elisabeth Heydrich, osamotniona i pozbawiona pomocy rodziny, przeżyła w Dreźnie alianckie naloty dywanowe, lecz zmarła z głodu w ostatnich dniach istnienia III Rzeszy.

### Lotnictwo

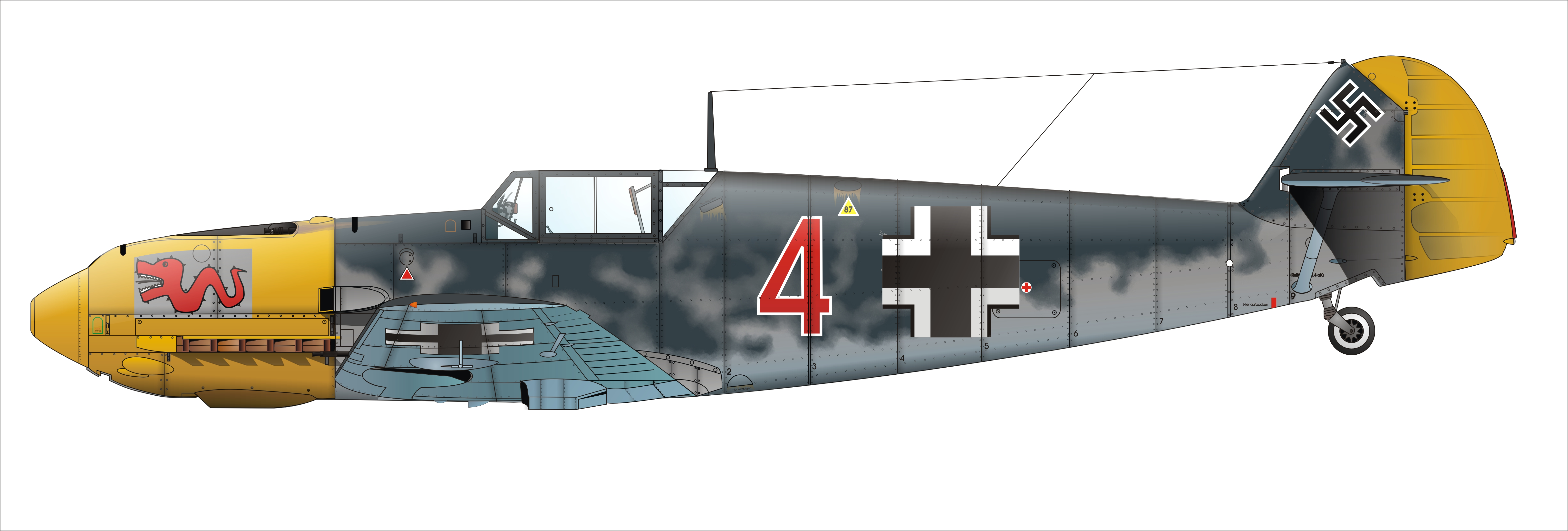
Messerschmitt Bf 109E

Od 1935 roku Heydrich szkolił się w lotnictwie sportowym i uczestniczył w pokazach akrobacyjnych. W 1939 roku Heydrich odbył przeszkolenie na myśliwcu Messerschmitt Bf109D na lotnisku wojskowym Werneuchen koło Berlina. Pierwszy lot bojowy, w charakterze strzelca pokładowego i radiotelegrafisty w jednostce KG 55, Heydrich odbył w czasie ataku na Polskę w dniu 12 września.
W kwietniu i maju 1940 roku brał udział w działaniach wojennych pułku myśliwskiego 77. w Norwegii i Holandii w stopniu kapitana sił powietrznych na myśliwcu Bf 109E. Służył w 77. pułku lotniczym (II/JG 77) i brał udział w atakach na wycofujące się wojska norweskie. 13 maja 1940 roku jego Messerschmitt uległ wypadkowi i wywrócił się kołami do góry po tym, jak Heydrich zbyt mocno dodał gazu przy starcie; Heydrich odniósł ranę ręki. Ze względu na to Himmler zabronił Heydrichowi latania, ten jednak ignorował zakaz. Jego głównym celem w Norwegii było wszelako zorganizowanie aresztowań przeciwników politycznych w Oslo. Do Norwegii wyjechała Einsatzgruppe pod dowództwem Franza Stahleckera. W kwietniu 1941 roku uczestniczył w agresji na Grecję w charakterze pilota myśliwskiego.
20 lipca 1941 roku, w czasie Operacji Barbarossa, Heydrich udał się na front i dołączył do 77. pułku Jagdgeschwaders, którego zadaniem było zabezpieczanie jednego ze strategicznych mostów nad Dniestrem przed zniszczeniem przez Armię Czerwoną. 22 lipca 1941 roku sowiecka artyleria ostrzelała jego samolot i Heydrich musiał awaryjnie lądować po radzieckiej stronie frontu (lub, jak pisze Rajlich, „na pasie pomiędzy liniami wojsk”), został jednak uratowany przez patrol piechoty. Mimo ponownego zakazu latania wydanego mu przez Himmlera, wrócił jeszcze na front i latał przez krótki czas w składzie II/JG 52 pod koniec 1941. Pomimo braku sukcesów bojowych, został uhonorowany Żelaznym Krzyżem II klasy (1940) i I klasy (1941) i srebrną frontową odznaką lotniczą.

### Sport

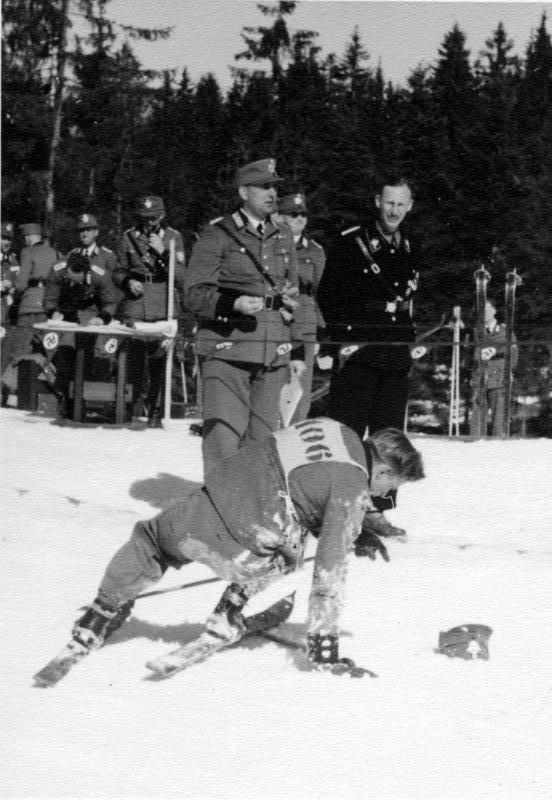
Heydrich (w czarnym mundurze SS) ogląda zawody narciarskie, luty 1939 roku

Heydrich od młodości uprawiał różnorakie sporty i wyróżniał się w nich. W gimnazjum należał do drużyny wioślarskiej. W 1925 roku zajął pierwsze miejsce na 100 metrów stylem klasycznym w zawodach organizowanych przez klub SV Flensburg. Do jego ulubionych dyscyplin należała szermierka, którą trenował od młodych lat. W 1927 roku wziął udział w mistrzostwach Kilonii w szermierce. Również w 1927 roku wygrał żeglarskie mistrzostwa Morza Bałtyckiego w klasie łodzi dwunastostopowej, a rok później zwyciężył w mistrzostwach Morza Północnego w tej samej konkurencji. Nawet w okresie szczytu rozwoju swojej kariery, kiedy pracował około 16 godzin na dobę, znajdował czas i chęć na sport; często miał strój sportowy pod ręką; jeździł konno, pływał, uprawiał szermierkę. W sierpniu 1941 roku zajął piąte miejsce w mistrzostwach Niemiec w szermierce sportowej.
Heydrich zapragnął zostać prezesem Międzynarodowego Związku Szermierczego. Po podbiciu Belgii przez III Rzeszę dotychczasowy prezes organizacji Paul Anspach został aresztowany za rzekomy udział w zbrodni wojennej; zwolniono go kilka miesięcy później. Heydrich zażądał od Anspacha dobrowolnej rezygnacji ze stanowiska, ale ten odmówił. W czerwcu 1941 roku Heydrich w porozumieniu z prezesem włoskiego związku szermierczego, Giulio Baslettą, przeforsował dymisję Anspacha, ale sam nie stanął na czele MZSz z powodu rozpoczynającej się wówczas Operacji Barbarossa.
Ze względu na swoje zamiłowanie do szermierki Heydrich okazywał litość szermierzom z pokonanych przez Niemcy krajów. Przykładowo, na prośbę kolegów z drużyny szermierczej SS umożliwił wyjazd z Niemiec do USA byłemu mistrzowi kraju, Paulowi Sommerowi, który był żydowskiego pochodzenia. Podczas wojny Heydrich kazał ocalić polskich szermierzy, olimpijczyków z 1936 roku, m.in. polskiego Żyda Romana Kantora.
Wedle relacji Wernera Besta, Heydrich w połowie lat 30. miał w rozmowie z nim powiedzieć, że gdyby musiał zrezygnować z działalności publicznej, poświęciłby się w całości sportowi.

### Osobowość i styl pracy

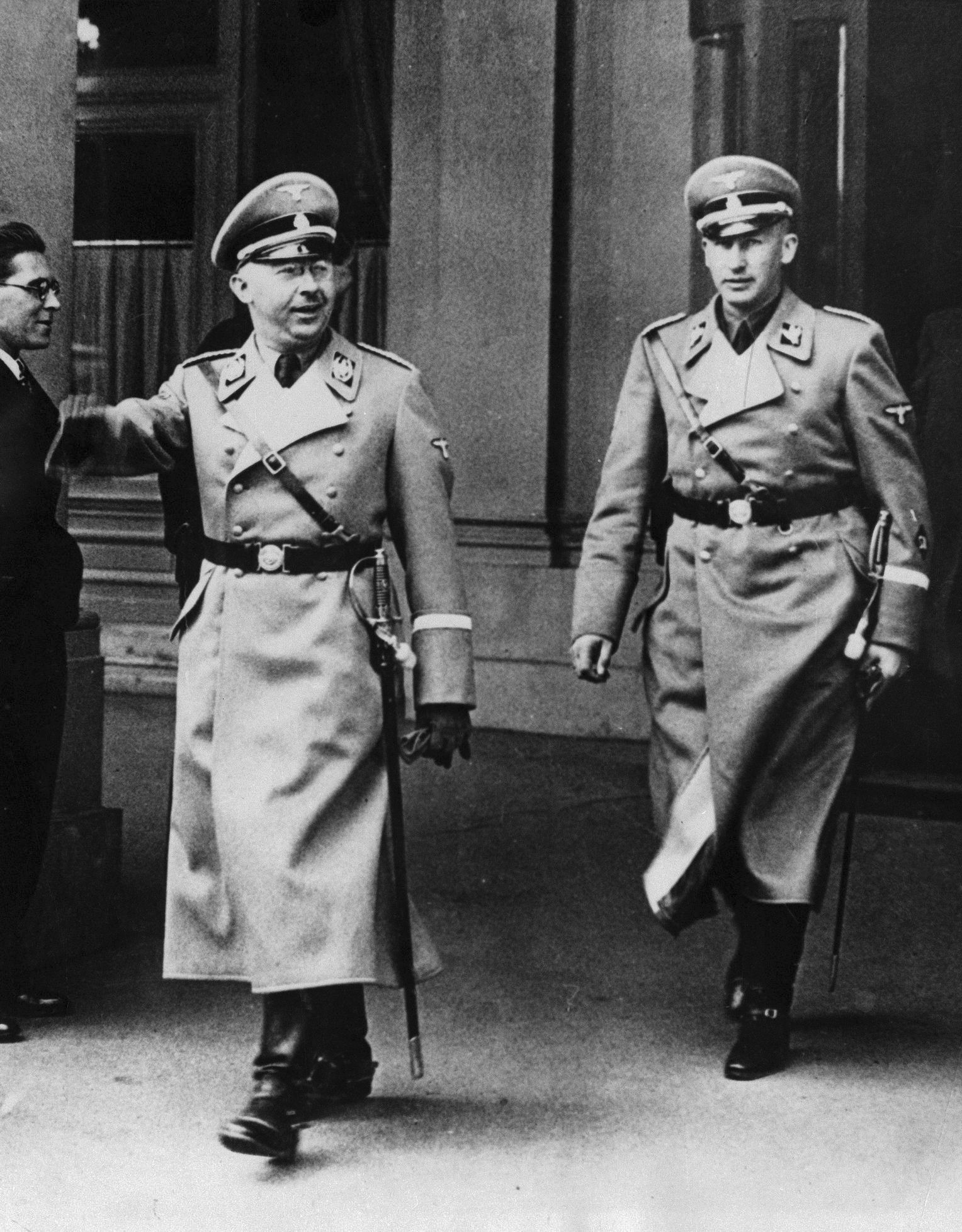
Heinrich Himmler i Reinhard Heydrich w Wiedniu, marzec 1938 roku

Heydrich miał bardzo zdystansowaną osobowość, zachowywał wobec innych rezerwę, nie utrzymywał bliskich relacji z innymi ludźmi. Swojego szefa, Heinricha Himmlera, prosił, aby nigdy nie przechodził z nim na „ty”, gdyż wówczas byłoby mu trudniej przeciwstawić się w sposób zdecydowany, gdyby zaszła taka zawodowa konieczność. Wedle relacji studentów z jego rocznika z okresu służby w marynarce wojennej, Heydrich był odludkiem i nie nawiązał żadnych przyjaźni. Izolował się szczególnie w czasie służby w marynarce wojennej, gdyż nie pił, nie palił, jego zamiłowanie do gry na skrzypcach spotykało się z drwinami kolegów, rozpowszechniła się plotka o jego żydowskim pochodzeniu, a nadto miał dosyć wysoki głos, toteż koledzy z roku nie traktowali go poważnie. Zmieniło się to wraz z jego awansami, kiedy to zaczęto widzieć w nim obiecującego oficera. Wedle relacji wdowy po nim Heydrich nawet jej nie okazywał żadnej czułości, a „jego pozorna arogancja była tylko rodzajem samoobrony”.
Bezpośrednim przełożonym Heydricha był Himmler; zdaniem niemieckiego historyka Mario R. Dederichsa byli to „nierozłączni partnerzy”. Rudolf Diels nazywał ich „czarnymi bliźniakami”. Odnośnie do współpracy Himmlera i Heydricha krążyło w nazistowskich kręgach władzy porzekadło: Himmlers Hirn heißt Heydrich, co oznacza „Mózg Himmlera to Heydrich”. Choć do czasu, kiedy został protektorem Czech i Moraw, Heydrich zawsze był podwładnym Himmlera, wielu nazistów sądziło, iż to w rzeczywistości Heydrich manipuluje swoim przełożonym dzięki niezwykle rozwiniętym zdolnościom retorycznym. Podobnie rozpowszechniony był pogląd, że Himmler jest człowiekiem o mniejszych zdolnościach od Heydricha i to właśnie jemu zawdzięcza on swoją karierę; wszelako zdaniem Felixa Kerstena Heydrich okazywał swemu przełożonemu „zupełnie niezrozumiałą służalczość”. Heydrich rzekomo nie pragnął zająć stanowiska Himmlera, gdyż odpowiadała mu sytuacja, w której to jego przełożony bierze na siebie polityczną odpowiedzialność za funkcjonowanie aparatu represji, a on sam ma możliwość działania z ukrycia. Wszystkie funkcje reprezentacyjne Heydrich zostawiał Himmlerowi.

### Heydrich a religia
Matka Heydricha była pobożną katoliczką, w latach jego młodości rodzina wspólnie modliła się wieczorami, w niedziele uczestniczyła we mszy świętej, a małoletni Reinhard służył do mszy jako ministrant. Niemniej w dorosłym życiu Heydrich fanatycznie nienawidził Kościoła rzymskokatolickiego i to jeszcze bardziej niż Żydów i masonerii. Podkreślał, że był przeciwny nie samej duchowości, lecz Kościołowi jako „instytucji politycznej”, a za takową go uznawał, gdyż Kościół sprzeciwił się nazistowskiej Ustawie o zapobieganiu narodzinom potomstwa obciążonego chorobami dziedzicznymi z lipca 1933 roku oraz innym rasistowskim koncepcjom nazistów. 18 października 1936 roku Heydrich wystąpił z Kościoła katolickiego. Lina Heydrich, w tajemnicy przed mężem, wystąpiła z Kościoła ewangelickiego.
Heydrich, uznając Kościoły chrześcijańskie za wrogów nazizmu, powziął plan, aby w ich struktury przeniknęli funkcjonariusze SS po odpowiednim przeszkoleniu. Ich zadaniem w zamyśle szefa wywiadu miało być ukończenie szkół teologicznych w charakterze zwykłych seminarzystów, objęcie stanowisk duchownych, a następnie dokonanie w nich rozłamu od wewnątrz. Plan ten nie został wcielony w życie, gdyż Hitler nie pozwolił, aby członkowie organizacji młodzieżowej Hitlerjugend, którzy mieli zostać użyci do realizacji tego zadania, zostali zwolnieni od obowiązku służby wojskowej.

## Rzekome żydowskie pochodzenie
Od czasów edukacji szkolnej Heydricha szła za nim pogłoska, że ma on pochodzenie żydowskie. Pogłoska musiała być rozpowszechniona, gdyż w 1923 roku korporacja studencka z Halle – Hallenser Burschenschaft – opierając się na niej odmówiła przyjęcia Heydricha na członka. Jej źródłem był przypuszczalnie wpis w publikacji pt. Leksykon muzyki Hugo Riemanna, gdzie podano, że prawdziwe nazwisko jego ojca, Brunona Heydricha, brzmi Süß, a miało ono być powszechnie uznawane za żydowskie. Passus ten zniknął z drugiego wydania leksykonu po proteście Brunona Heydricha. Informacja ta brała się stąd, iż matka Brunona Heydricha, Ernestine Wilhelmine Lindner (1840–1923), po śmierci pierwszego męża – dziada Heydricha – wyszła za Gustava Roberta Süßa; w rzeczywistości ani Heydrich, ani nawet ów Süß – który był wyznania ewangelicko-luterańskiego – nie mieli żydowskiego pochodzenia.
Choć Bruno Heydrich groził procesami o zniesławienie osobom, które powtarzały opinię o jego żydowskim pochodzeniu – w ówczesnym społeczeństwie niemieckim istniał, jak pisze Gerwarth, „utajony antysemityzm” – nie ma dowodów na to, aby miał wrogi stosunek do Żydów. Znajomi Żydzi odwiedzali go w domu, w konserwatorium uczyły się żydowskie dzieci; Bruno Heydrich dodatkowo wynajmował piwnice budynku dla miejscowego żydowskiego kupca. Młody Reinhard Heydrich miał się przyjaźnić z synem kantora lokalnej społeczności żydowskiej.
Sprawa wróciła w 1932 roku, kiedy gauleiter NSDAP Rudolf Jordan napisał do nazistowskiego polityka Gregora Strassera, powołując się na wspomniany wyżej wpis w leksykonie muzycznym dotyczący ojca Heydricha, że Reinhard Heydrich ma pochodzenie żydowskie. Strasser zlecił zbadanie sprawy genealogowi dr. Achimowi Gerckemu, który ustalił, że Heydrich ma pochodzenie niemieckie i nie posiada żadnej domieszki krwi żydowskiej. Wiadomo jednak, że Heydrich wynajął później prywatnego genealoga Ernsta Hoffmanna do dokładnego zbadania swego pochodzenia. Wedle świadectwa Hoffmanna, Heydricha „dręczyły wątpliwości” co do tej kwestii. W grudniu 1940 Heydrich oskarżył piekarza Johannesa Pabsta o „obmowę” o żydowskie pochodzenie. Himmler jednak był rzekomo przekonany o żydowskim pochodzeniu Heydricha, o czym mają świadczyć słowa wypowiedziane przezeń do Felixa Kerstena po śmierci Heydricha. Pierwszy biograf Heydricha, Charles Wighton, spekulował, że tajone przeświadczenie o częściowo żydowskim pochodzeniu kompensował wzmożonymi wysiłkami na rzecz zniszczenia narodu żydowskiego.
O żydowskim pochodzeniu Heydricha jest przekonany Bryan Mark Rigg, amerykański badacz Holokaustu i autor książki Żydowscy Żołnierze Hitlera.

## Odznaczenia
- 1940 – Krzyż Żelazny drugiej klasy
- 1941 – Krzyż Żelazny pierwszej klasy
- 1942 – Order Krwi (pośmiertnie)
- 1942 – Order Niemiecki pierwszego stopnia (pośmiertnie)

## Heydrich w kulturze

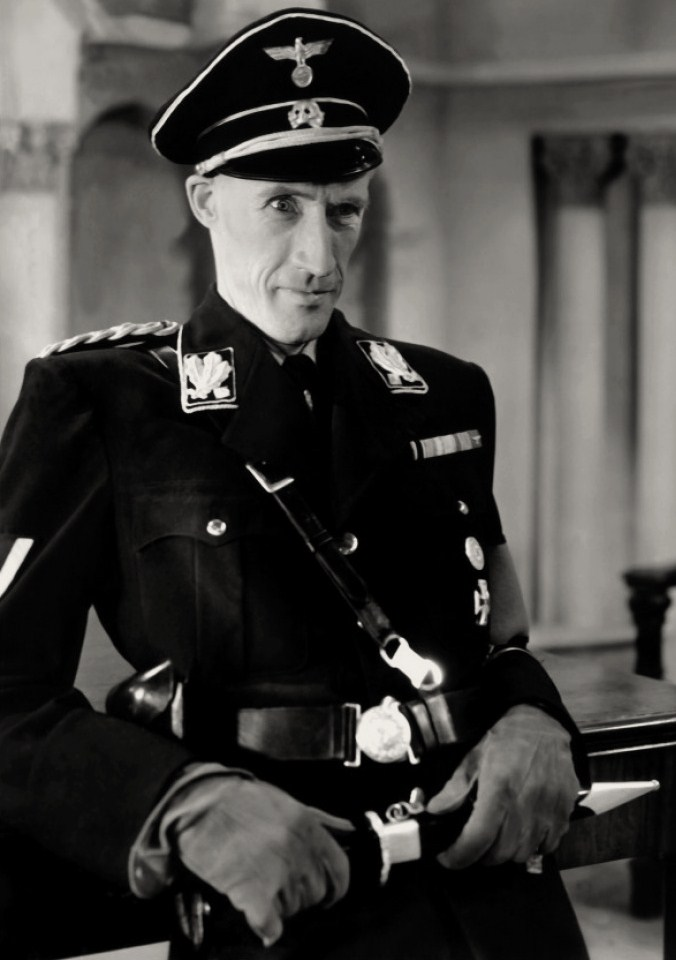
John Carradine jako Heydrich w hollywoodzkim filmie Hitler’s Madman z 1943 roku

- Heinrich Mann napisał powieść pt. Der Protektor[318]
- Douglas Sirk nakręcił film pt. Hitler’s Madman[318]
- Bertolt Brecht napisał wiersz o Lidicach, a także scenariusz do filmu pt. Kaci także umierają[318][398]
- Laurent Binet napisał powieść pt. HHhH, która opowiada o zamachu na Heydricha[398]
- Brytyjski pisarz Alan Burgess napisał powieść pt. Seven Men at Daybreak, która mówi o zamachu na Heydricha[399]
- Lidice, film fabularny z 2011 roku produkcji czesko-słowackiej, wyreżyserowany przez Petra Nikolaeva
- Frank Pierson nakręcił film pt. Ostateczne rozwiązanie o konferencji w Wannsee, w którym Heydricha zagrał Kenneth Branagh
- Robert Harris napisał książkę pt. Vaterland, w której Heydrich jest jednym z antagonistów
- Amerykański zespół thrashmetalowy Slayer na płycie „Divine Intervention” z 1994 roku zamieścił utwór pt. SS-3, którego tekst porusza historię Heydricha
- Szwedzki zespół blackmetalowy Marduk na płycie „Plague Angel” z 2004 roku zamieścił utwór pt. The Hangman of Prague
- Operacja Anthropoid (Anthropoid), film fabularny z 2016 roku produkcji Czechy, USA, Francja Wielka Brytania, w reżyserii Seana Ellisa
- Kryptonim HHhH (HHhH), film fabularny z 2017 roku, produkcji Belgia, Francja, USA, Wielka Brytania, w reżyserii Cédrica Jimeneza
- Kaci także umierają (Hangmen Also Die), film fabularny z 1943 roku, produkcji USA, w reżyserii Fritza Langa (scenariusz Bertold Brecht i Fritz Lang)
- Operation Daybreak, film fabularny z 1975 roku, produkcji Czechosłowacja, Jugosławia, USA, w reżyserii Lewisa Gilberta
- Zamach (Atentát), film fabularny z 1964 roku, produkcji czechosłowackiej, reżyseria Jiři Sequens
- Dies Irae, powieść wizualna z 2007 roku, produkcji japońskiej.